# Dreamcast
Dreamcast（簡稱為DC）是日本電子遊戲商世嘉於1998年11月27日在日本、1999年9月9日在北美、1999年10月14日在歐洲發行的家用遊戲機，為第六世代電子遊戲機中第一部推出的主機，也是世嘉開發的最後一部家用遊戲機。主要競爭對手包括索尼的PlayStation 2、任天堂的任天堂GameCube及微軟的Xbox。
與前代主機世嘉土星不同，Dreamcast採用了日立的SH-4中央處理器（CPU）及VideoLogic/日本電氣的PowerVR2圖形處理器（GPU）等現成組件取代客製化組件，藉以降低成本。儘管Dreamcast在北美地區發售初期頗有斬獲，但在索尼力推其PlayStation 2之後，Dreamcast主機銷量便逐漸滑落；在銷量長期低迷的情況下，世嘉的財務損失持續擴大。在改組領導層之後，世嘉最終在2001年1月31日宣布於3月底終止Dreamcast硬體製造及開發、全面退出家用遊戲機硬體市場，並改組為純第三方遊戲開發商。Dreamcast在其生命週期中銷量僅有約1000萬部，是世嘉最重大的商業失敗之一。
雖然Dreamcast的生命週期不長、第三方遊戲有限，但輿論普遍認為Dreamcast是一部超前時代的主機。Dreamcast擁有《瘋狂計程車》、《Jet Set Radio》和《莎木》系列等創意十足的獨占遊戲，以及一些來自世嘉自有街機系統NAOMI的高品質移植作品。Dreamcast也是第一部內建撥接網路並提供原生網路遊戲的家用遊戲機。

## 背景
Mega Drive（在北美地區稱為Sega Genesis）於1988年發售，銷售量達3075萬部，是世嘉歷年來最成功的主機。Mega Drive的繼任主機世嘉土星於1994年在日本推出，採用CD-ROM為主要儲存媒體格式，搭載雙中央處理器（CPU）架構以同時處理2D和3D圖形，然而由於其複雜的硬體架構使其比其主要競爭對手、索尼推出的PlayStation硬體成本更加高昂。儘管世嘉土星在日本和北美的首發日期都比PlayStation早（在北美地區的首發日期足足比PlayStation早了四個月），但由於倉促上架以至於供貨不足、初期支援遊戲稀少，對其銷量造成了無法挽回的傷害；世嘉土星在價格方面也處於劣勢，其首發售價足足比PlayStation貴上100美元；加上家用遊戲機市場龍頭任天堂的次世代家用遊戲機研發計畫持續延滯，以及Mega Drive諸多缺乏相應配套遊戲陣容的配件（尤其是Super 32X）對世嘉本身的企業聲譽造成的損害，使得索尼迅速在市場上占據了一席之地。在積極的廣告宣傳及強大的第三方遊戲作品支持下，PlayStation在北美地區取得了重大成功。1995年底時，索尼在北美市場已售出80萬部PlayStation，是世嘉同時間售出之世嘉土星數量的2倍之多；至1996年底，索尼總計在北美市場已售出290萬部PlayStation，大幅超越世嘉售出的120萬部世嘉土星。索尼的市場優勢在與世嘉的價格戰中得到了進一步的鞏固：儘管雙方皆持續進行價格戰，但是由於世嘉土星之主機硬體製程複雜，成本不易壓低，使世嘉的財政赤字日益嚴重，連年虧損。同時，由於將研發重心自Mega Drive/SEGA Genesis盡數轉移至世嘉土星上，導致世嘉錯失了利用16位元家用遊戲機市場剩餘獲利潛力的機會。
由於與日本世嘉總部在商業決策上的長期分歧，時任美國世嘉總裁湯姆·卡林斯基決定離職。1996年7月16日，世嘉宣布前本田董事入交昭一郎將成為新任的美國世嘉總裁兼執行長，而卡林斯基將在當年9月30日之後離開世嘉。日本世嘉還宣布其聯合創始人大衛·羅森和現任總裁中山隼雄都將辭去職位，但兩人仍會留在公司中（中山並續任日本世嘉執行長）。同時，前美國索尼電腦娛樂執行長伯尼·斯托拉爾獲任命為美國世嘉負責產品研發和維持與第三方遊戲開發者關係的執行副總裁。斯托拉爾認為世嘉土星的硬體設計過於複雜，不對世嘉土星抱有期待，還曾在1997年的E3電子娛樂展上公開表示：「（世嘉）土星不是我們的未來。」1996年6月，任天堂的次世代主機任天堂64發布，其飛躍性的3D運算效能，使世嘉土星原本已搖搖欲墜的銷量急轉直下；1997年初，史克威爾（後與艾尼克斯合併為史克威爾艾尼克斯）在PlayStation平臺上發行的《最終幻想VII》獲得極大成功，更對世嘉土星造成毀滅性的打擊。1997年，索尼在北美市場售出的PlayStation主機數量已達世嘉售出之世嘉土星數量的3倍之多，此時索尼已占有北美家用遊戲機市場份額的47%，超越了任天堂的40%及世嘉的僅僅12%；無論是降低售價還是推出任何新遊戲都已經不能扭轉世嘉土星的劣勢。由於世嘉土星在北美地區的表現不佳，美國世嘉在1997年下半年資遣了60名員工。
由於公司財務狀況持續惡化，中山隼雄於1998年1月辭任日本世嘉總裁；同時，斯托拉爾成為了美國世嘉的執行長兼總裁。1998年3月，由於獲利不斷下降，日本世嘉自1988年在東京證券交易所上市以來第一次遭受合併財務損失，公司合併淨虧損達356億日圓。在日本世嘉公布財報前，美國世嘉宣布世嘉土星將退出北美家用遊戲機市場，「以專注於其繼任者的研發」；日本及歐洲地區的支援服務則延續至2000年。

## 歷史

### 開發
早在1995年時，就已經有傳聞稱世嘉正與洛克希德·馬丁、3DO公司、松下電器及聯合半導體（Alliance Semiconductor）等公司合作研發次世代圖形處理器（GPU），預備用於新一代的64位元家用遊戲機「世嘉土星2」；不過實際上，Dreamcast的研發過程與這些傳聞並沒有關係。
鑑於由內部部門主導研發的世嘉土星市場表現不佳，入交昭一郎便決定在既有的硬體部門外另組開發團隊。自1997年起，入交昭一郎與IBM的山本龍太郎合作，籌組了一個約十人左右的團隊，於美國祕密進行次世代硬體研發，計畫代號為「黑帶」（Blackbelt）；同時間，由佐藤秀樹領導的日本世嘉內部團隊也開始了次世代硬體的研發計畫，計畫代號為「白帶」（Whitebelt），後以格鬥遊戲《VR快打》頭目角色之名改稱「杜拉爾」（Dural）。對於為何日本世嘉會讓內部團隊加入研發行列，主要有兩種解釋：一種說法是日本世嘉希望兩地同時進行開發，另一種說法則是佐藤受高層壓力影響，因而不得不投入新硬體研發計畫。
由佐藤領導的團隊決定採用日立SH-4中央處理器，以及由VideoLogic（現Imagination Technologies）研發、日本電氣半導體部門（現瑞薩電子）製造的PowerVR2圖形處理器作為次世代家用遊戲機主機板的主要組件，山本領導的團隊則決定採用由3dfx Interactive研發的Voodoo 2或Voodoo Banshee圖形處理器作為主要組件，並預定採用摩托羅拉PowerPC 603e中央處理器（不過後來改採用與日本團隊相同的SH-4）；然而，由於3dfx在1997年首次公開募股（IPO）時基於法律義務披露了與世嘉的商業合約，使日本世嘉高層感到不滿，最終中止了與3dfx的合約，並全面放棄黑帶計畫，轉向杜拉爾計畫。據前美國世嘉副總裁、日本電氣品牌經理查理斯·貝爾費爾德（Charles Bellfield）的說法，採用SH-4和PowerVR架構可充分發揮主機的硬體效能，成本也較其他架構低廉許多；他並表示，「世嘉與日本電氣都是源自日本的這個事實，可能也是讓世嘉決定採用其硬體設計的因素之一。」另一方面，斯托拉爾則表示：「我覺得美國方面的方案比較合適。不過日本方面說要採用他們的方案，所以結果就是日本方面勝出。」3dfx還曾為此分別向世嘉與日本電氣提起訴訟，不過最終皆於法院外和解。世嘉採用PowerVR架構的原因有一大部分要歸因於長期為其電子遊戲平臺開發作品的第三方遊戲開發商美商藝電（EA）；美商藝電雖然有嘗試對3dfx的處理器進行一段時間的測試，不過由於開發團隊無法完全活用處理器機能，同時又有傳聞稱3dfx的晶片效能不如他廠，最後仍決定以SH-4為首選。此外，據時任世嘉硬體部門總經理萩原四郎和世嘉子公司Cross Products總經理伊恩·奧利弗（Ian Oliver）的說法，SH-4在世嘉決定採用時仍未完全研發完成，但經過高層漫長的審議過程後仍然決定採用，因為它是當時唯一可以提供次世代硬體所需的3D幾何運算機能的處理器。至1998年2月，世嘉將已經接近完成的次世代家用遊戲機開發計畫代號更名為「武士刀」（Katana）。
以世嘉土星過高的硬體成本為鑑，Dreamcast的整體設計理念雖然與之前的歷代世嘉電子遊戲機大致相同，但世嘉改以電腦業界普遍常用的現成組件取代客製化組件，藉以降低成本。《Retro Gamer》評論者達米安·麥克費蘭（Damien McFerran）稱Dreamcast的主機板是「兼具簡潔設計與相容性的工業傑作。」此外，儘管因為會使每部主機增加15美元的成本而遭到部分世嘉員工的反對，但華裔經濟學家、後來的SEGA.com執行長布拉德·黃（Brad Huang）仍成功說服了時任日本世嘉總裁大川功為Dreamcast加入內建撥接網路機能，並因應未來數據機技術進展的可能性將其模組化，以便替換。

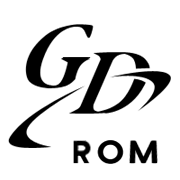
Dreamcast採用的主要儲存媒體格式GD-ROM

世嘉以其與山葉共同研發的GD-ROM作為Dreamcast之主要儲存媒體格式。GD-ROM光碟之製造成本與CD-ROM接近，並較DVD-ROM低廉。由於一片普通GD-ROM光碟可以容納約1.2GB的數據，雖然仍無法阻止盜版商非法複製Dreamcast軟體，不過在一般CD-ROM光碟容量僅有650 MB的情況下，遊戲多半必須進行大量刪減或壓縮，可間接使盜版商喪失盜版興趣。作業系統方面，世嘉與微軟合作，開發了客製化版本的Windows CE，並引入DirectX和動態連結函式庫技術，使開發者能更加快速地將個人電腦（PC）平臺上的電子遊戲移植至Dreamcast平臺。同時為擴展客群、減輕客戶的負擔，日本世嘉建立了自有網際網路服務供應商（後更名為），在2000年5月之前免費提供服務。
世嘉原定於1998年5月15日向外界公開Dreamcast相關資訊，不過因為與史克威爾的《最終幻想VIII》發表會撞期而延後。5月21日，世嘉於日本各大報紙刊載廣告「世嘉就此倒下了嗎？（セガは、倒れたままなのか？）」，隨後於特別活動中首次正式發表次世代家用遊戲機相關資訊，並宣布主機名稱為；翌日，世嘉於日本各大報紙刊載廣告「11月X日，Dreamcast逆襲。（11月X日 逆襲へ、Dreamcast。）」Dreamcast一詞由「夢想」與「傳播」（Broadcast）組合而成，意為「傳播夢想」；世嘉為了決定次世代主機的名稱特地舉辦了競賽，並自超過5000個投稿中選出了這個名字；有傳聞稱Dreamcast之名和其識別標誌是由遊戲開發者飯野賢治設計的，然而從未得到世嘉官方證實。另外，Dreamcast的開機音樂由著名音樂家坂本龍一創作。世嘉原計劃自Dreamcast主機外殼中完全刪除公司名稱，並建立類似於PlayStation的獨立品牌，但入交最終決定將世嘉的企業識別標誌保留在主機外部。共計世嘉在Dreamcast之硬體開發上耗資達5000萬至8000萬美元、在軟體服務開發上耗資1.5億至2億美元、在初期宣傳行銷上又花了至少3億美元，總計耗資達5億至5億8000萬美元，自汽車產業發跡的入交還曾將此一金額比喻為「與設計並推出一部全新汽車所需相當」。
1998年9月23日，日本世嘉宣布Dreamcast將於同年11月27日於日本首發。

### 發售
雖然在Dreamcast首發前公司已經許久沒有盈利，但世嘉仍對這部次世代主機寄予厚望，並投注了大量的廣告資金（至少達世嘉土星首發宣傳費用金額的3倍之多）。Dreamcast獲得許多玩家與零售商的關注，並引來了大量訂單；日本世嘉並宣布其招牌音速小子系列的下一款主線遊戲《音速小子大冒險》將與Dreamcast同步發售，並先在東京國際論壇大廳舉辦遊戲試玩活動。然而因PowerVR晶片之成品良率不如預期，使Dreamcast主機之預定生產數量無法達到目標；在首批預定生產主機數量超過一半以上已獲預訂的情況下，世嘉被迫提早中止在日本的預售活動。
1998年11月27日，Dreamcast在日本首發，售價為29,000日圓，首批主機存貨在一天內銷售一空；但在與主機同時首發的四款遊戲（包括《七月》、《企鵝冰上大進擊》、《哥吉拉 新世代》與《VR快打3》）中，只有《VR快打3》達到了日本世嘉設定的銷量標準。日本世嘉估計，在足夠的遊戲陣容（如早先已經宣告延遲上市的《音速小子大冒險》及《SEGA冠軍拉力賽車2》等）支援下，可以再額外售出20萬到30萬部主機；然而這些遊戲雖然在接下來的幾週內接連發售，但Dreamcast的銷售速度仍然比預期慢。入交認為日本世嘉能在1999年2月之前在日本賣出超過100萬部Dreamcast，但是實際上銷量僅有不到90萬部（至1999年5月才達到100萬部的銷量目標），這使得世嘉無法在索尼及任天堂等其他製造商的次世代主機加入競爭前奠立足夠的市場基礎。甚至有報導稱部分日本消費者將Dreamcast主機退貨，並使用所得退款購買PlayStation遊戲軟體。1999年7月，《人面魚》發售並大賣，成為Dreamcast在日本的第一次重大成功。在Dreamcast於北美地區發售前，日本世嘉將Dreamcast的售價降低至19,900日圓，雖使硬體毛利下滑，但有效提升了銷量；加上由南夢宮（後與萬代合併為萬代南夢宮）開發的《劍魂》發售，使日本世嘉的公司股價回漲約17％。
為了確保Dreamcast在北美地區發售時擁有足夠的遊戲陣容，美國世嘉利用Dreamcast在日本發售至在北美地區發售之間約十個月的時間差與為Dreamcast開發了四款首發遊戲的Midway進行合作，確保Dreamcast在北美地區發售時擁有至少15個首發遊戲。儘管一開始因世嘉土星的失敗對美國世嘉抱持著懷疑，但斯托拉爾仍成功地修復了與美國各大主要零售商的關係，並使美國世嘉預售了約30萬部Dreamcast。同時，美國世嘉市場行銷部門副總裁彼得·摩爾與博達大橋廣告及進接通訊（Access Communications）共同製作了一支長約15秒的電視廣告，主打Dreamcast的主機硬體機能。摩爾說：「我們期望這支廣告能夠吸引消費者的目光，同時為我們過去犯下的錯誤道歉。」1999年8月11日，美國世嘉宣布斯托拉爾被解雇，由摩爾主導主機發售事宜。此外，世嘉與當時美國最大的固網電信服務供應商AT&T合作，讓北美地區的Dreamcast可透過AT&T旗下的網路服務AT&T WorldNet上網，分為1個月連線時間上限1小時的（月費9.95美元）、連線時間上限150小時的（月費19.95美元，超過上限後連線1小時收費0.99美元）和無連線時間上限的（月費21.95美元）三種方案。據大川功表示：「透過與AT&T、微軟及NEC等業界的領航企業合作，世嘉確實的向實現網際網路電子遊戲娛樂的目標邁進。」
儘管與Midway的合作十分順利，但是原美國世嘉最大的合作廠商美商藝電卻在Dreamcast於北美地區發售前表明不會為Dreamcast研發遊戲，對Dreamcast的遊戲陣容完整度造成打擊。時任美商藝電執行長賓·戈登表示：「（世嘉）已經無法提供我們（美商藝電）與過去五年內相同等級的待遇。」但斯托拉爾反駁此說法，並聲稱時任美商藝電總裁拉里·普羅布斯特（Larry Probst）想要「進一步壟斷Dreamcast平臺上的運動遊戲市場」；由於世嘉甫收購了運動遊戲開發商Visual Concepts，他無法接受美商藝電的條件。雖然Dreamcast不會有任何美商藝電出品的運動遊戲（包括其知名IP勁爆美式足球系列），不過斯托拉爾表示自家的NFL 2K系列較勁爭對手更優秀，能為玩家提供「突破性的體驗」；同時他也表示，由Visual Concepts製作的世嘉體育系列（SEGA Sports）遊戲將能適時地填補整體運動遊戲陣容的空缺。
1999年9月9日，Dreamcast於北美發售，售價為199美元，以「9/9/99，199美元」（9/9/99 for $199）為促銷口號，並有18款首發遊戲。Dreamcast在發售24小時內銷量超過225,132部，收益達9840萬美元，摩爾甚至稱之為「娛樂零售業史上最重大的24小時」。在發售後二週內，Dreamcast主機銷量突破50萬部。該年聖誕節，世嘉於北美家用遊戲機市場之市占率達到31％。11月4日，美國世嘉宣布Dreamcast主機總銷量突破100萬部。
1999年10月14日，Dreamcast於歐洲地區發售，售價為200英鎊。一週內，主機銷量達18萬5000部；至11月24日，主機銷量已達40萬部。該年聖誕節，歐洲世嘉宣布Dreamcast銷量達50萬部，比預定時程提前了六個月；但銷售速率隨後減緩，截至2000年10月，Dreamcast在歐洲銷量僅有約100萬部左右。為了增加曝光度，世嘉贊助了四支足球隊，包括兵工廠足球俱樂部（英國）、聖德田競技俱樂部（法國）、桑普多利亞足球俱樂部（義大利）及拉科魯尼亞體育俱樂部（西班牙）。

### 競爭

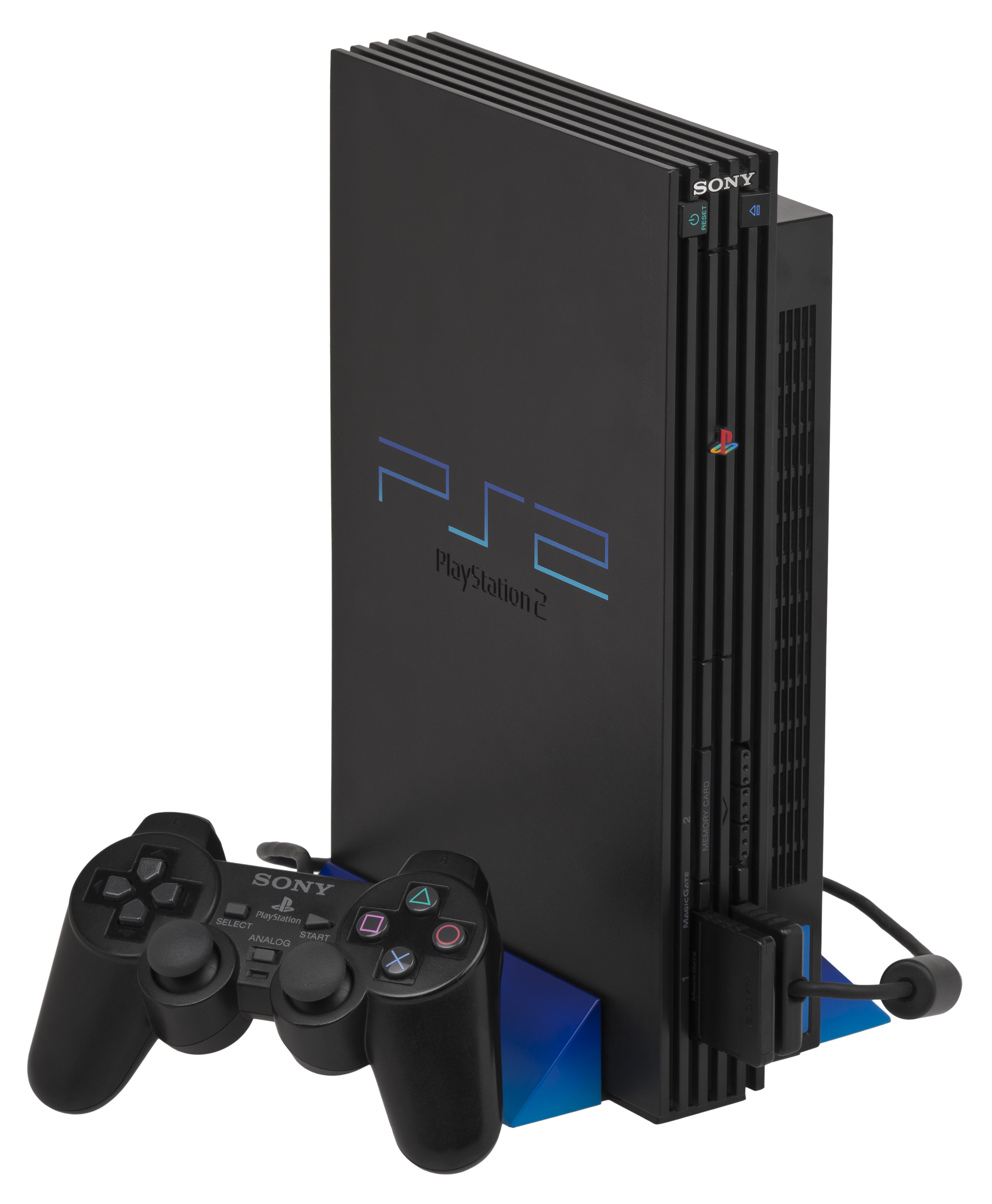
由索尼開發的PlayStation 2，是Dreamcast最大的競爭對手

儘管Dreamcast在首發時取得一定成功，索尼仍然在1999年年底以其初代家用遊戲機PlayStation占有北美地區整體電子遊戲機之市場達60％。1999年3月2日，索尼在一份刻意公開、疑似霧件的報告中披露了部分「次世代PlayStation」的硬體細節。索尼的報告重點集中於「次世代PlayStation」（又稱「PlayStation 2」）將採用的中央處理器「Emotion Engine」，報告指出該處理器由索尼與東芝共同開發，頻率達294 MHz，時任索尼電腦娛樂社長兼執行長久夛良木健聲稱該處理器頻寬為當時電腦處理器平均的1000倍，且每秒浮點運算次數達62億次，可與當時大多數超級電腦相比。索尼耗資逾12億美元投資興建大型積體電路製造封裝工廠以製造PlayStation 2的中央處理器，目的就是要讓PlayStation 2可以渲染比任何電子遊戲機都要更多的多邊形。索尼當時表示，PlayStation 2每秒可以渲染7500萬個原始多邊形，而在不含任何物理輔助效果下也有3800萬個原始多邊形；索尼並估計，PlayStation 2每秒可以渲染750萬至1600萬個多邊形。相較之下，Dreamcast每秒估計僅能渲染300萬到600萬個多邊形。同時，PlayStation 2將採用DVD-ROM格式，可以保存較Dreamcast的GD-ROM格式達4倍之多的數據。以主機強大的性能以及與網際網路無限的可能性，索尼期望PlayStation 2成為家庭娛樂未來的标杆。此外，還有謠言聲稱PlayStation 2能夠指示導彈航線、擁有《玩具總動員》電影等級的輸出畫質，久夛更表示PlayStation 2能有讓消費者「身歷《駭客任務》世界」的能力。此外，索尼宣稱PlayStation 2將向下相容逾數百款的初代PlayStation平臺作品。雖然後來的深入報告顯示，PlayStation 2沒有如初始預期的那麼強大，而且軟體開發製程十分複雜，但仍然使Dreamcast相較之下顯得疲弱。同年，任天堂與微軟皆開始研發次世代家用遊戲機（即後來的任天堂GameCube和Xbox）。
Dreamcast發售初期的銷售力道維持不久。Dreamcast於北美地區的銷售速度在1999年年底總銷量突破150萬部之後就開始減緩；加上主機於日本的銷量本就不佳，長期不振的結果導致日本世嘉於1999財政年度（2000年3月結算）連續第三年虧損，淨虧損達428.8億日圓（與1998財政年度的淨虧損額428.81億日圓相當）。儘管世嘉產品的總體銷售額增長了27.4％，而且Dreamcast在北美和歐洲的銷量超越了公司的預期，然而這些利多卻多半被鉅額的宣傳及開發成本所抵銷；同時由於市場條件日益惡化，使日本世嘉之街機業務盈利下滑，並被迫關閉246個街機機臺據點。為了對抗即將推出的PlayStation 2，美國世嘉與日本世嘉一樣建立了自有網際網路服務供應商，由布拉德·黃擔任執行長。2000年9月7日，SEGA.com為Dreamcast推出了線上遊戲及多媒體服務SEGANet，支援線上聊天、收發電子郵件以及瀏覽網頁等機能，月費為21.95美元。美國世嘉為SEGANet舉行了盛大的宣傳活動，包括贊助於當天舉行的MTV音樂錄影帶大獎。雖然在SEGANet推出前僅有發行一款支援Dreamcast的線上多人遊戲《咻咻火箭》（由Sonic Team開發），不過美國世嘉在SEGANet上線的同時推出了擁有豐富線上相關機能的運動遊戲《NFL 2K1》，意圖提振Dreamcast在北美地區的銷售情況。SEGANet的支援範圍隨後擴大至《轟炸超人Online》、《雷神之鎚III競技場》及《魔域幻境之浴血戰場》等遊戲。世嘉對Dreamcast的線上遊戲相關服務採取了相當優惠的定價策略。在日本，每部Dreamcast皆同捆一年免費的網際網路服務，費用由日本世嘉總裁大川功本人自掏腰包支付。另外，在SEGANet推出之前，美國世嘉為自Sega.com購買兩年期網際網路服務的Dreamcast玩家提供了200美元的折扣。為了增加北美地區的SEGANet使用者基數，美國世嘉將Dreamcast主機價格降至149美元（相較之下，PlayStation 2的首發售價為299美元）；如果訂閱18月期的SEGANet服務，還可以149美元的價格同時取得Dreamcast以及Dreamcast鍵盤配件。
摩爾表示，世嘉必須在2000年底前在美國賣出500萬部Dreamcast，以保持與索尼的PlayStation 2抗衡的實力，但最終其銷量僅達300萬部。此外，世嘉試圖通過降低售價和提供折扣來刺激Dreamcast的銷量，導致公司財務損失不斷擴大。截至2000年9月的前六個月中，日本世嘉公司合併淨虧損為179.8億日圓，財報中並估計全財年淨虧損達236億日圓（最終虧損額增加了一倍多至517億日圓）。雖然PlayStation 2由於硬體製造瑕疵，導致在2000年10月26日於北美地區發售時先前預售的100萬部主機只有50萬部準時出貨，但這並沒有使Dreamcast受益；許多消費者繼續等待PlayStation 2，同時PSone（初代PlayStation的衍生機型）成為了2000年美國商業旺季最暢銷的電子遊戲機。摩爾說：「我們試圖倚靠的『PlayStation 2效應』並不奏效……消費者們會儘可能地長時間地等待……PlayStation 2的供貨問題實際上凍結了整個市場的運作。」最終索尼與任天堂分別占有北美家用遊戲機市場份額的50％和35％，而世嘉僅占有15%。貝爾菲爾德稱，儘管每賣出一部Dreamcast主機可以帶來8份軟體的附帶收益，但主機銷量基數過小，導致世嘉無法在電子遊戲機市場中穩定立足。

### 衰頹
| 自1998年至2001年的Dreamcast銷量圖表 註：後世嘉於一篇回顧文章中稱主機總銷量約1000萬部 |                                     |                |
| 地區                                                                                 | 銷量（部）                          | 首發日期       |
| Dreamcast                                                                            |                                     |                |
| 日本                                                                                 | 約200至300萬                        | 1998年11月27日 |
| 北美                                                                                 | 約300萬至400萬                      | 1999年9月9日   |
| 歐洲                                                                                 | 約100萬至200萬                      | 1999年10月14日 |
| 其他                                                                                 | 約100萬                             | 不適用         |
| 總計                                                                                 | 820萬（2001年3月） 1000萬（2018年） | 不適用         |

2000年5月22日，大川功繼入交昭一郎成為日本世嘉總裁。大川長久以來皆主張讓世嘉放棄電子遊戲機硬體業務，而他並不是唯一一個持此意見的人：例如大衛·羅森就曾經說過：「世嘉把創新與研發能力幾乎都消耗在硬體上了，我認為這是愚蠢的。」斯托拉爾更曾經建議世嘉應該把整間公司賣給微軟；摩爾和貝爾費爾德在2000年9月會見日本世嘉高層和各日本方面遊戲開發工作室的負責人時，也曾經建議世嘉放棄硬體業務，僅專注於軟體開發。
在2000年底的商業戰中再度受挫後，世嘉於2001年1月31日在東京皇宮飯店召開「組織改革計劃說明會」（構造改革プラン説明会），正式宣布在3月底全面停止Dreamcast的硬體製造及開發，並將公司重組為「不限縮於單一主機平臺」的純第三方遊戲開發商。同時為了清空庫存（2001年1月底時共計仍有200萬部之多），世嘉還將日本地區Dreamcast主機售價降至9900日圓，北美地區Dreamcast主機售價降至99美元，隨後降價至79美元，後又降價至49.95美元。至10月底，Dreamcast庫存量僅餘約27萬部。日本最後一批Dreamcast於2001年12月發貨，北美地區最後一批Dreamcast庫存則由世嘉內部九個遊戲開發工作室的領導人、Visual Concepts和Wave Master的負責人簽名，並在《GamePro》雜誌主辦的一場競賽中與當時所有的第一方Dreamcast遊戲作品共55套同時送出。大川功於2001年3月16日去世，他在去世前不久就放棄了世嘉積欠他個人債務的債權，並捐出價值逾779億日圓的世嘉和CSK（現SCSK）股票，幫助公司在重組過程中倖存下來。作為這次重組的一部分，世嘉東京總部的近三分之一雇員遭到解僱。
世嘉重組的消息得到了輿論及各界媒體的支持。IGN的特拉維斯·法赫斯表示：「世嘉是一家具有十足創造力的公司，且擁有迅速擴張的消費者客源；現在正是它做為一家軟體開發商重新開始的最好機會。」前Working Designs社長維克多·艾爾蘭（Victor Ireland）在報導中說道：「這是一件好事，因為現在世嘉將會持續活躍下去，做它們最擅長做的軟體。」《新聞周刊》則表示：「從《音速小子》系列到《莎木》系列，世嘉的程式設計師們已經擁有互動媒體歷史上最有吸引力的經歷之一⋯⋯在脫離了自家硬體的束縛之後，這些世界級的程式設計師們能夠盡情發揮創意，專心做他們想要做的東西。」羅森則認為世嘉在軟體製作方面的潛力能與美商藝電比擬。
在退出電子遊戲機硬體市場後，世嘉的財政狀況迅速改善：2001財政年度（2002年3月結算）結束時，世嘉公司全財年合併淨虧損已經大減至178.3億日圓；至2002財政年度（2003年3月結算）結束時，世嘉公司業績更是直接由黑翻紅，全財年合併淨盈利達30.54億日圓，正式終結連續五年的虧損。
Dreamcast銷量總計約1000萬部。Dreamcast硬體生產終止後，日本世嘉繼續提供Dreamcast維修服務直到2007年；最後一款世嘉第一方遊戲《魔法氣泡狂熱版》和最後一款官方授權Dreamcast平臺作品《Karous》分別於2004年2月24日和2007年3月8日發售，不過第三方遊戲商仍然持續在該平臺以MIL-CD形式推出作品，至2019年為止，仍有第三方遊戲發售或正在開發中。

## 硬體

### 技術規格

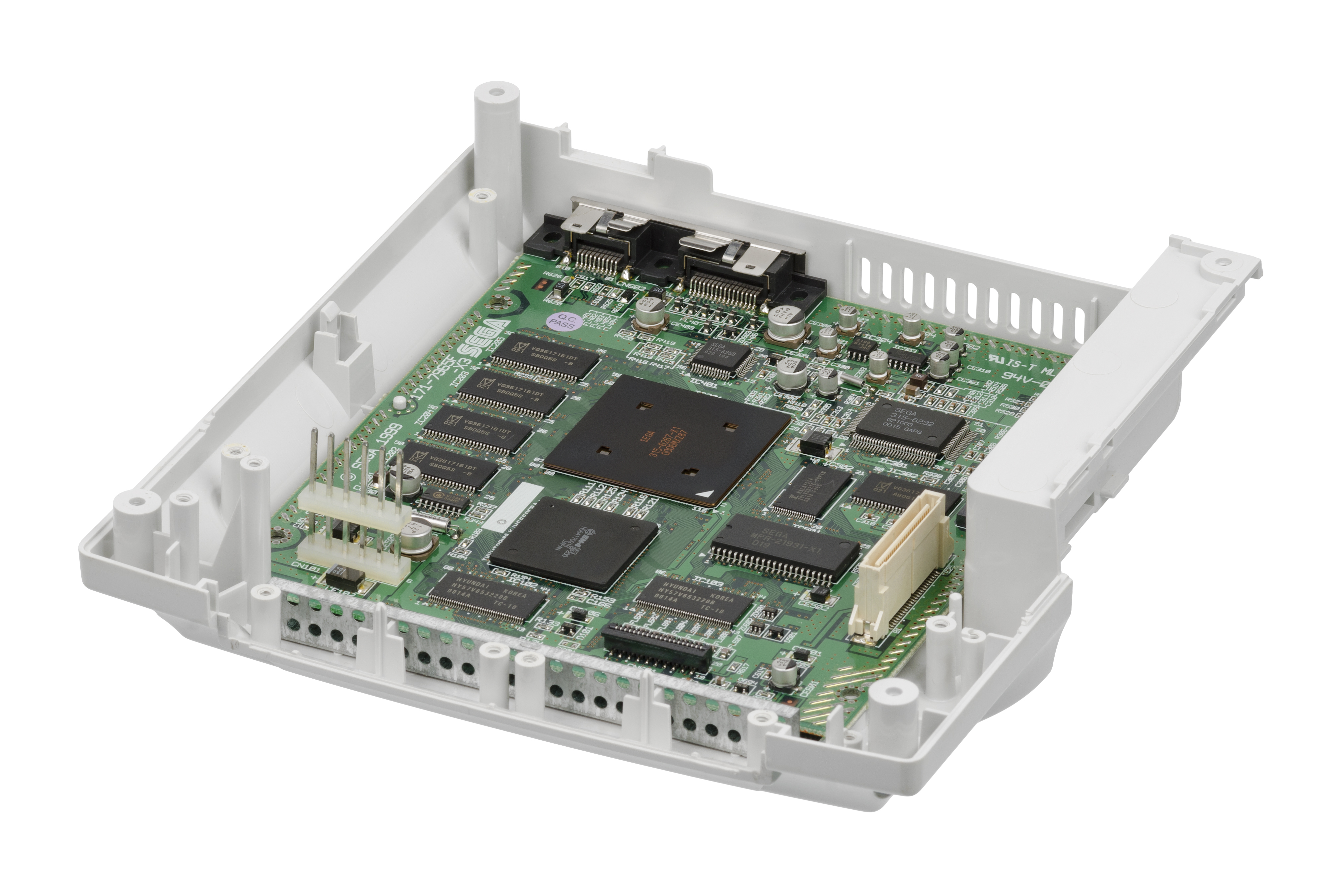
Dreamcast拆解開來的樣子
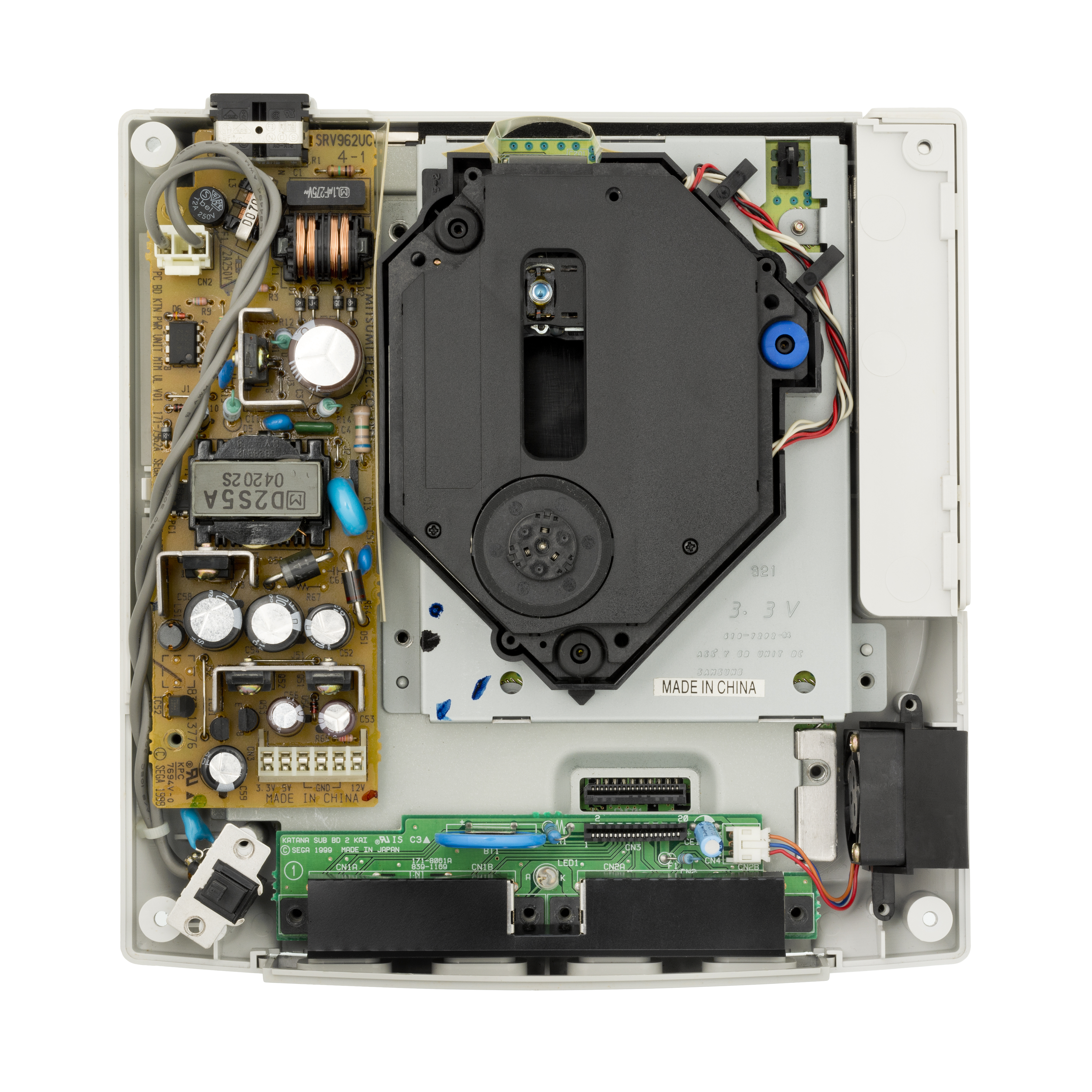
Dreamcast主機內結構， 有硬碟、電源組件及主機板等
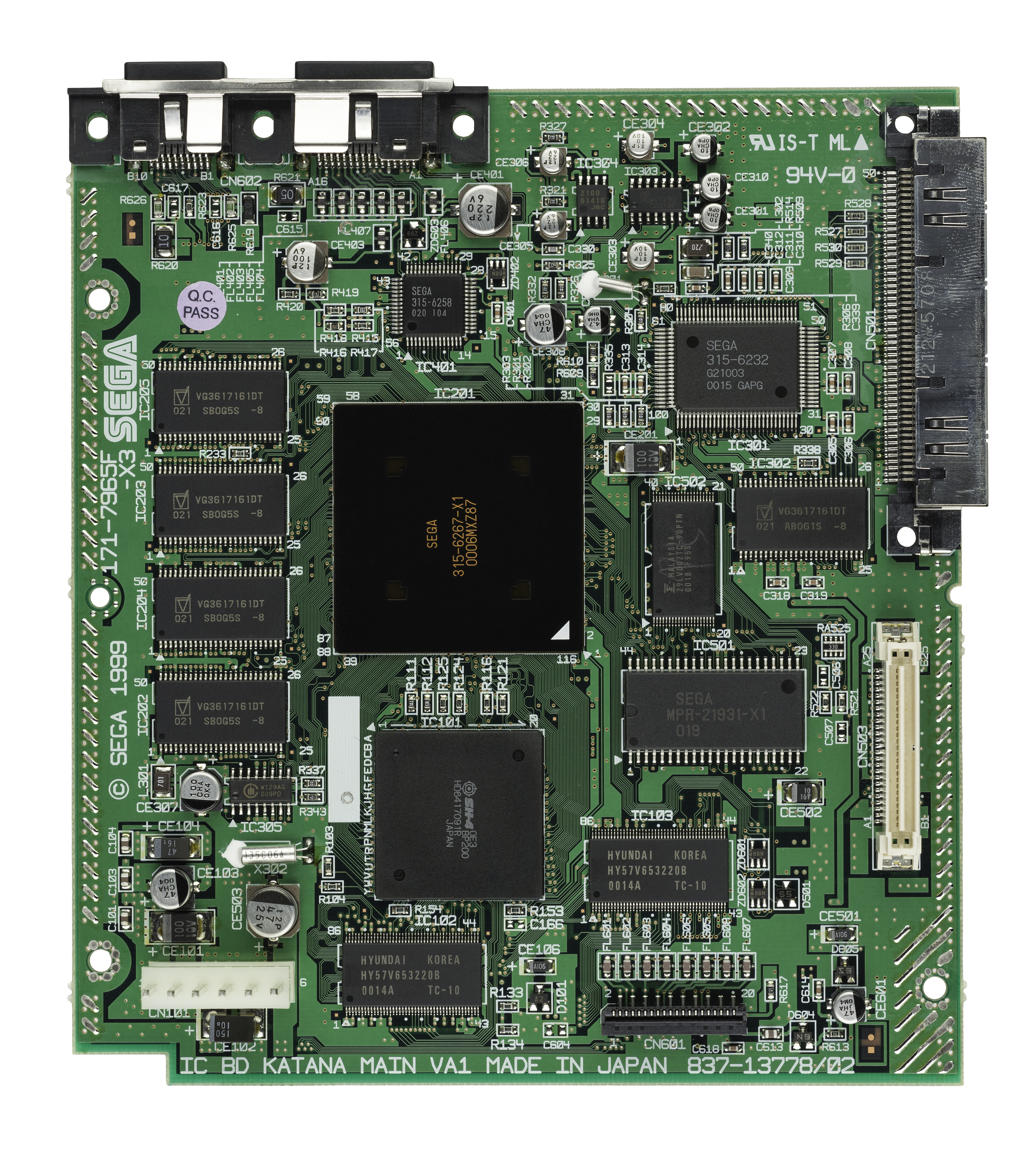
Dreamcast主機板
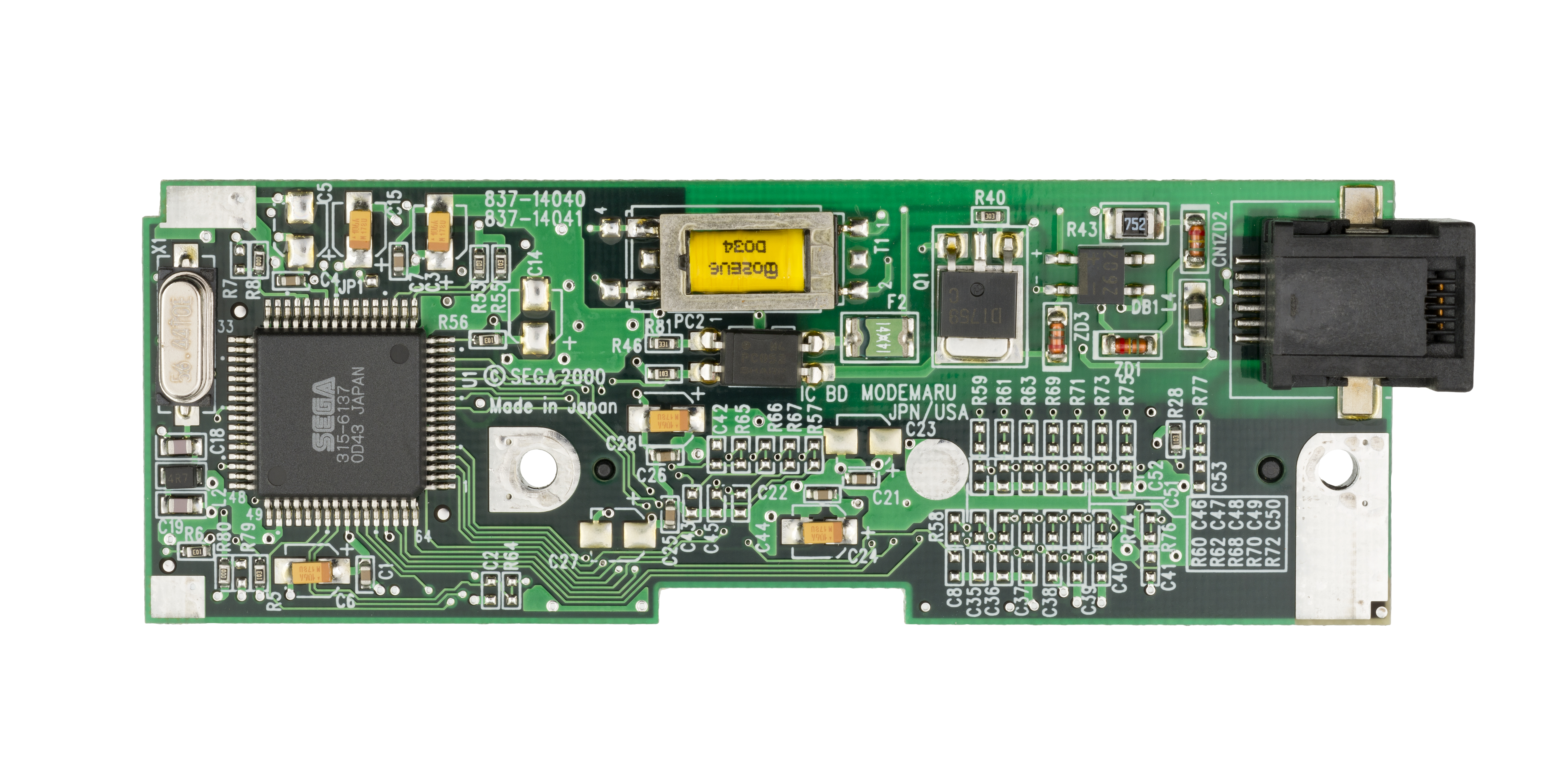
Dreamcast數據機基板
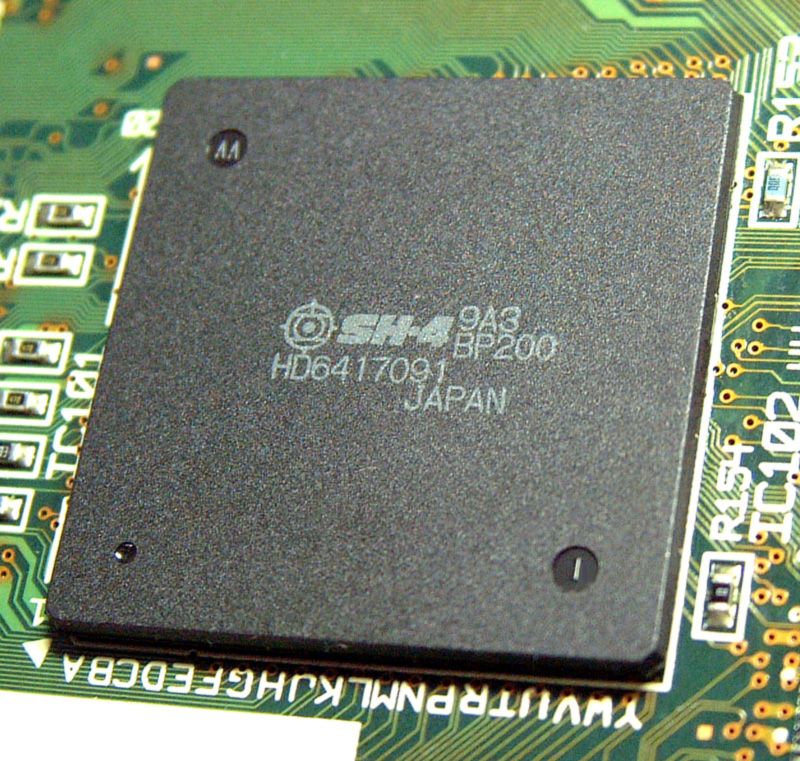
日立 SH-4 中央處理器
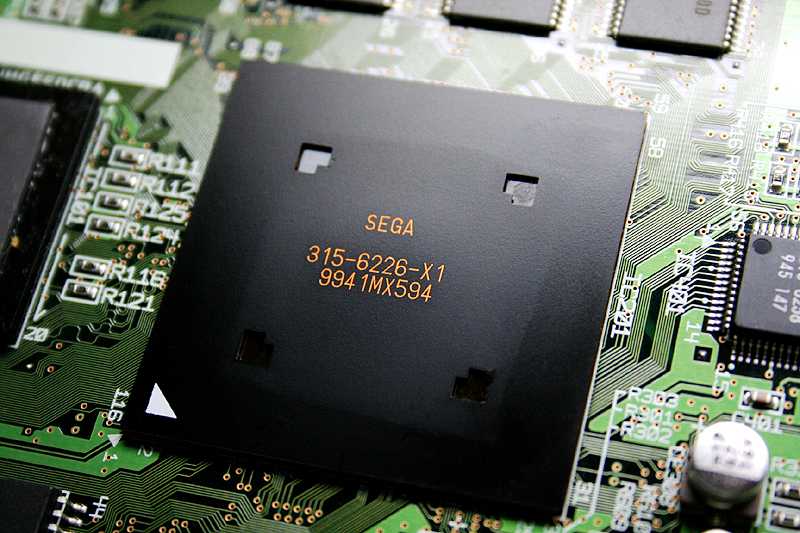
VideoLogic PowerVR2 圖形處理器
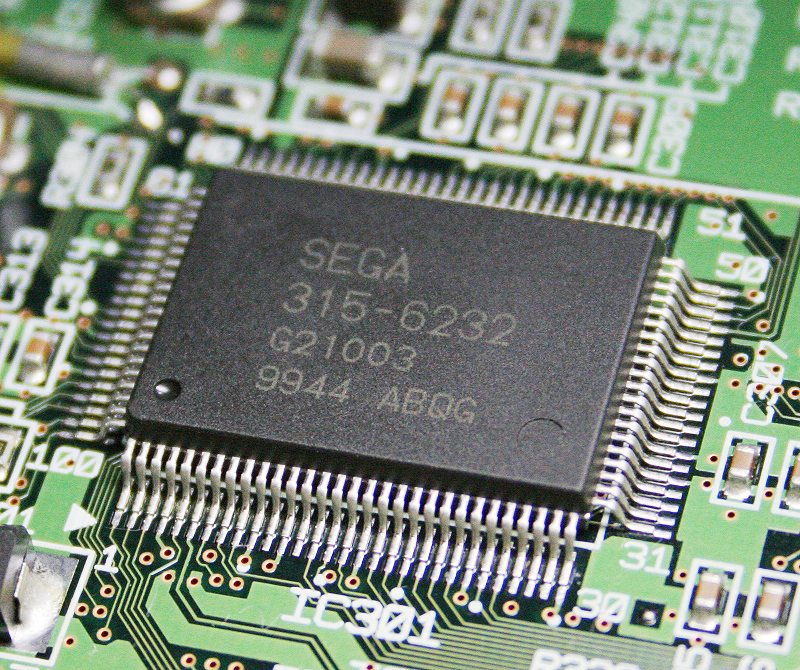
山葉 AICA 音效處理器
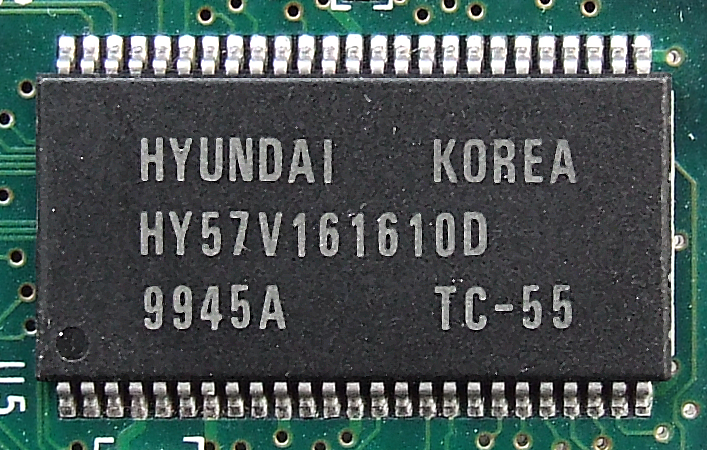
現代電子 HY57V161610D 同步動態隨機存取記憶體

Dreamcast主機之長、寬、高分別為190公釐×195.8公釐×75.5公釐（74.8英寸×77.1英寸×29.7英寸）。
Dreamcast的中央處理器（CPU）是由日立製造的SH-4對稱性多重處理（SMP）超純量架構精簡指令集（RISC）32位元微處理器，頻率為200 MHz、每秒指令數（IPS）達3億6000萬次，擁有8 KB（64 Kb）的CPU快取、16 KB的數據快取及每秒浮點運算次數（FLOPS）可達14億次的64位元圖形導向浮點運算器（FPU），並內嵌一顆128位元的單指令流多資料流控制器（通稱，頻率為200MHz），透過其數位訊號處理（DSP）及直接記憶體存取（DMA）等機能存取、管理及協調眾多處理器元件。
Dreamcast擁有兩顆圖形處理器（GPU），分別為主要負責幾何處理的SH-4 SIMD，以及由VideoLogic（現Imagination Technologies）研發、主要負責柵格化程序的PowerVR2（頻率為100 MHz），整合於系統的特殊應用積體電路（ASIC）中；世嘉預估理論上Dreamcast主機每秒最多可繪製700萬個原始多邊形、彩現10萬個多邊形，不過這一數據會受到遊戲本身邏輯運算和物理引擎的影響，實際上主機每秒繪製原始多邊形的極限約300萬個。同時，Dreamcast還可製造三線性濾波、高洛德濃淡處理、深度緩衝、反鋸齒、反射貼圖、紋理濾波、無序透明和凹凸貼圖等硬體圖像效果。Dreamcast以24位元真彩發色，同時發色數最高為1677萬色；主機支援隔行掃描及逐行掃描顯示，預設以AV端子輸出訊號，影格率最高可達每秒60影格，解析度為640×480（若使用VGA端子輸出訊號最高可達800×608）。
Dreamcast以山葉的RISC 32位元微處理器AICA Super Intelligent Sound Processor（通稱）為音效處理器（SPU）（頻率67 MHz、每秒指令數4000萬次），並內嵌了安謀的ARM7處理器，頻率為45 MHz；可使用脈波編碼調變（PCM）及適應性微分脈碼調變（壓縮比為1:4），以64個音訊頻道生成聲音，取樣率最高可達48 KHz。
Dreamcast擁有約16 MB（128 Mb）的主記憶體、約8 MB（64 Mb）的視訊隨機存取記憶體（VRAM）、約2 MB（16 Mb）的音效用記憶體及GD-ROM與快閃記憶體各約128 KB（1 Mb），共計約26.25 MB（210 Mb），各自獨立運作，並透過SH-4 SIMD協調分配。主記憶體採用現代電子（現SK海力士）的HY57V161610D同步動態隨機存取記憶體（SDRAM），可藉SH-4的直接記憶體存取機能供系統所需的貼圖以及多邊形顯示清單暫時儲存。
Dreamcast使用山葉製造的GD-ROM光碟機，在恆定角速度模式時讀取速度可達12倍速；除了標準的GD-ROM以外，並支援CD-ROM以及Mini CD格式之光碟。
Dreamcast主機搭載之作業系統是由微軟開發的客製化版本Windows CE，引入了DirectX和動態連結函式庫技術，使開發者能更加快速地將個人電腦平臺上的電子遊戲移植至Dreamcast平臺；Dreamcast還支援一些其他的中介軟體應用程式介面。
此外，大多數地區的Dreamcast主機內皆附有數據機，使Dreamcast能夠透過撥接網路機能連上網路；同時因應未來數據機技術進展的可能性將其模組化，以便替換。日本的初版機型以及PAL地區的所有Dreamcast機型之數據機速率為每秒33.6 Kb，而北美地區以及1999年9月9日後製造的日本Dreamcast機型之數據機速率皆提升至每秒56 Kb。Dreamcast停產後，製造商CSI（現TechnoPro Holdings子公司）仍持續生產數據機遲至2002年4月。

### 機型

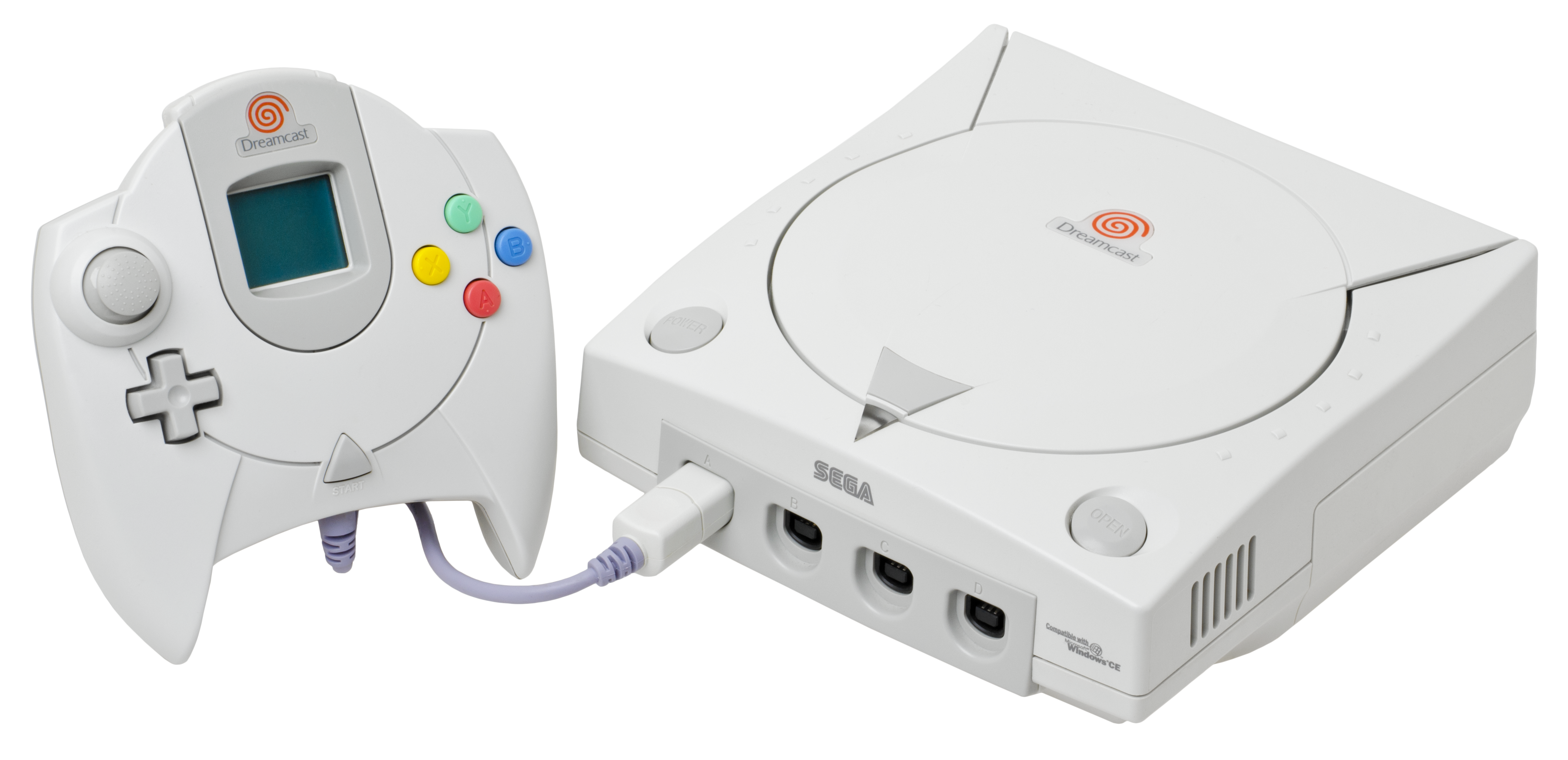
美版Dreamcast普通機型 
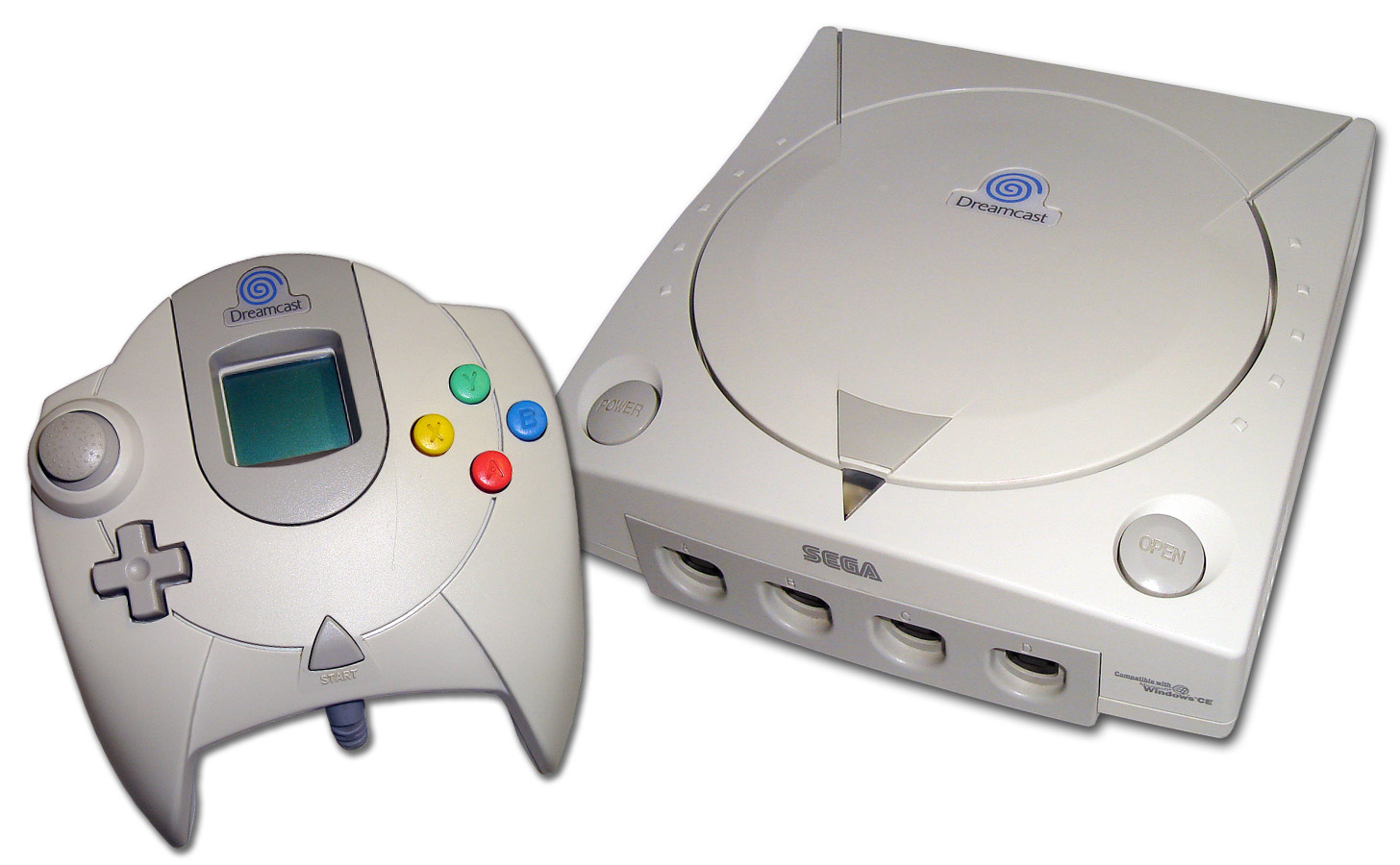
PAL版Dreamcast普通機型 
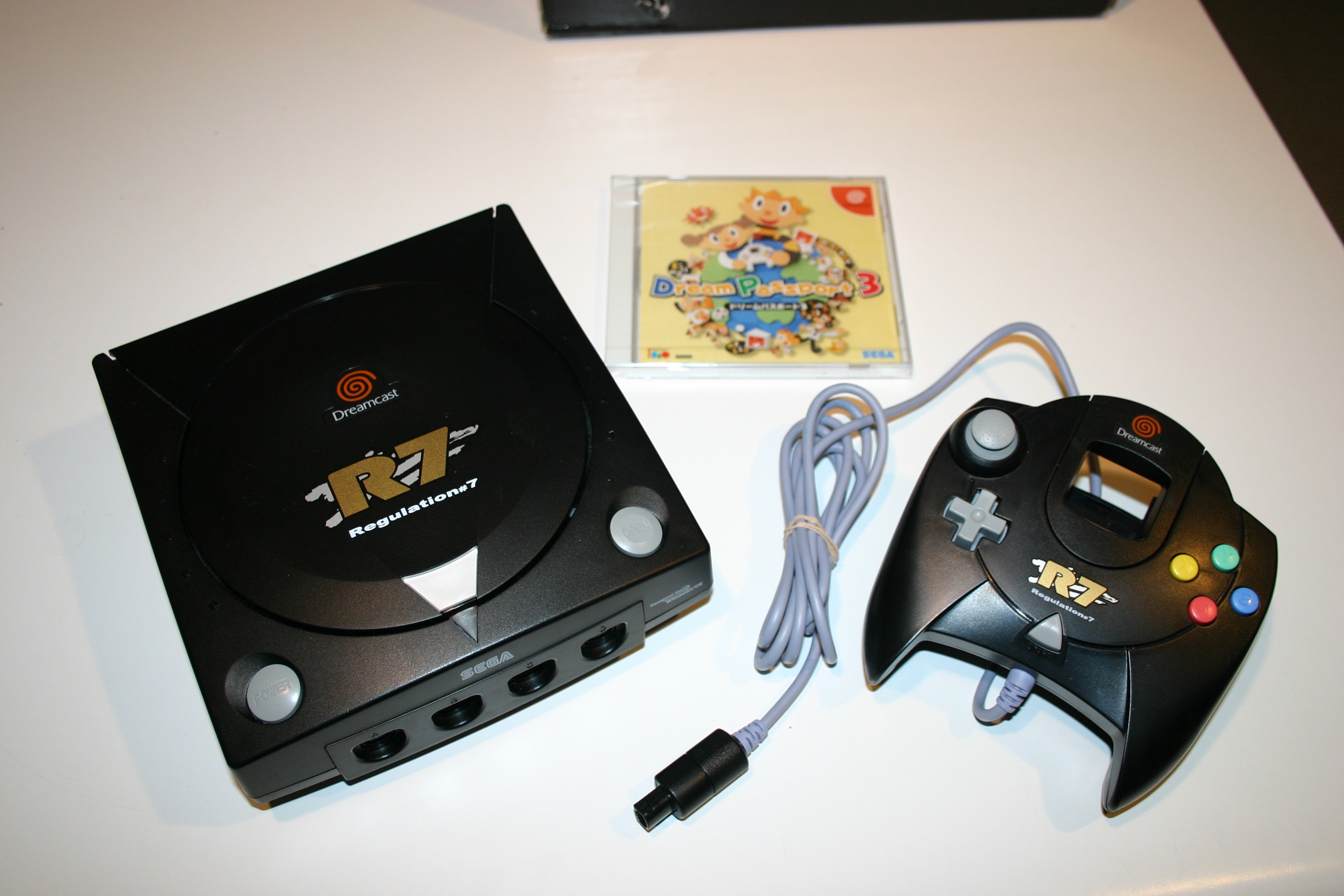
特種營業用Dreamcast R7 
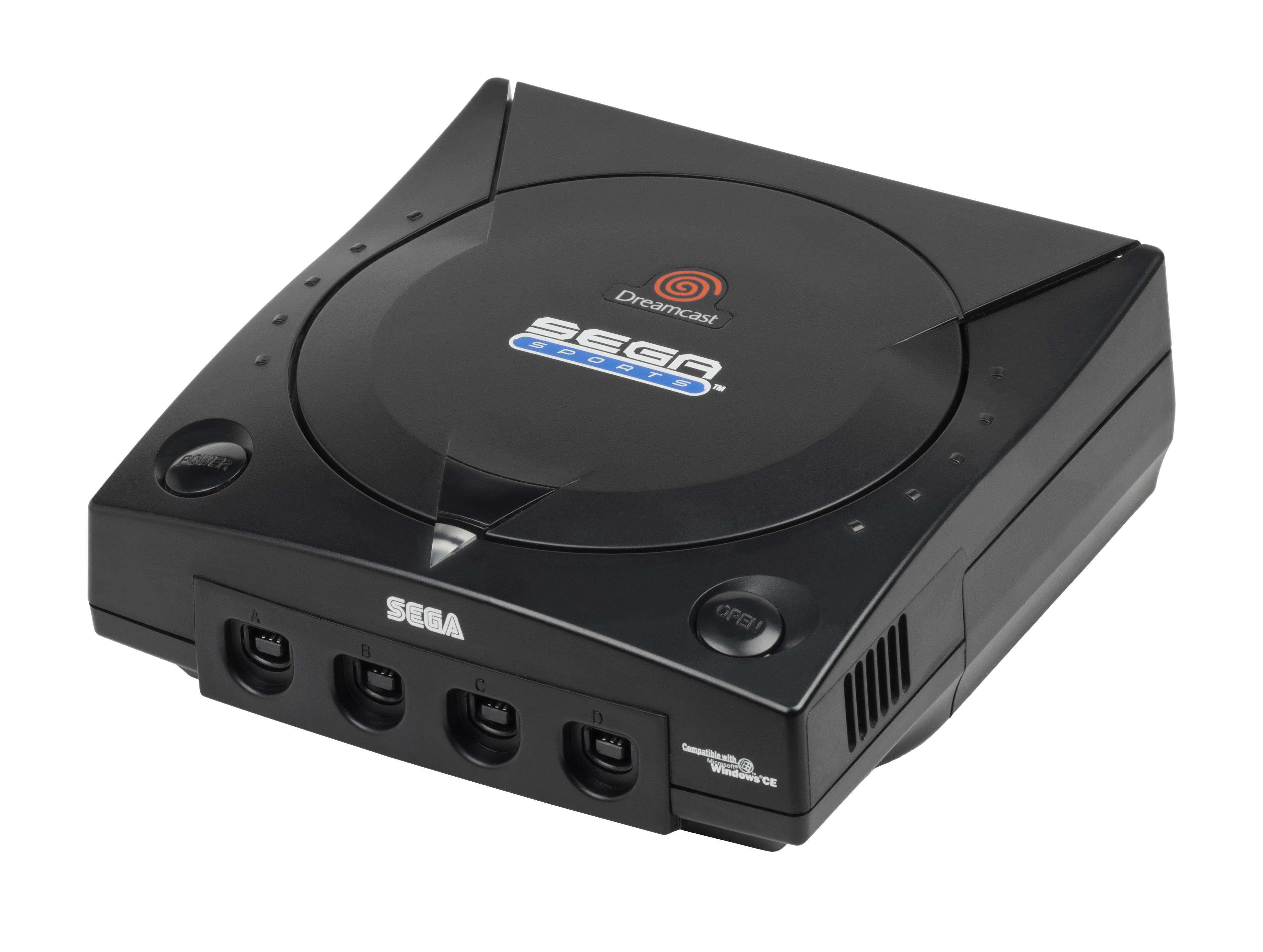
SEGA Sports特別版機型 
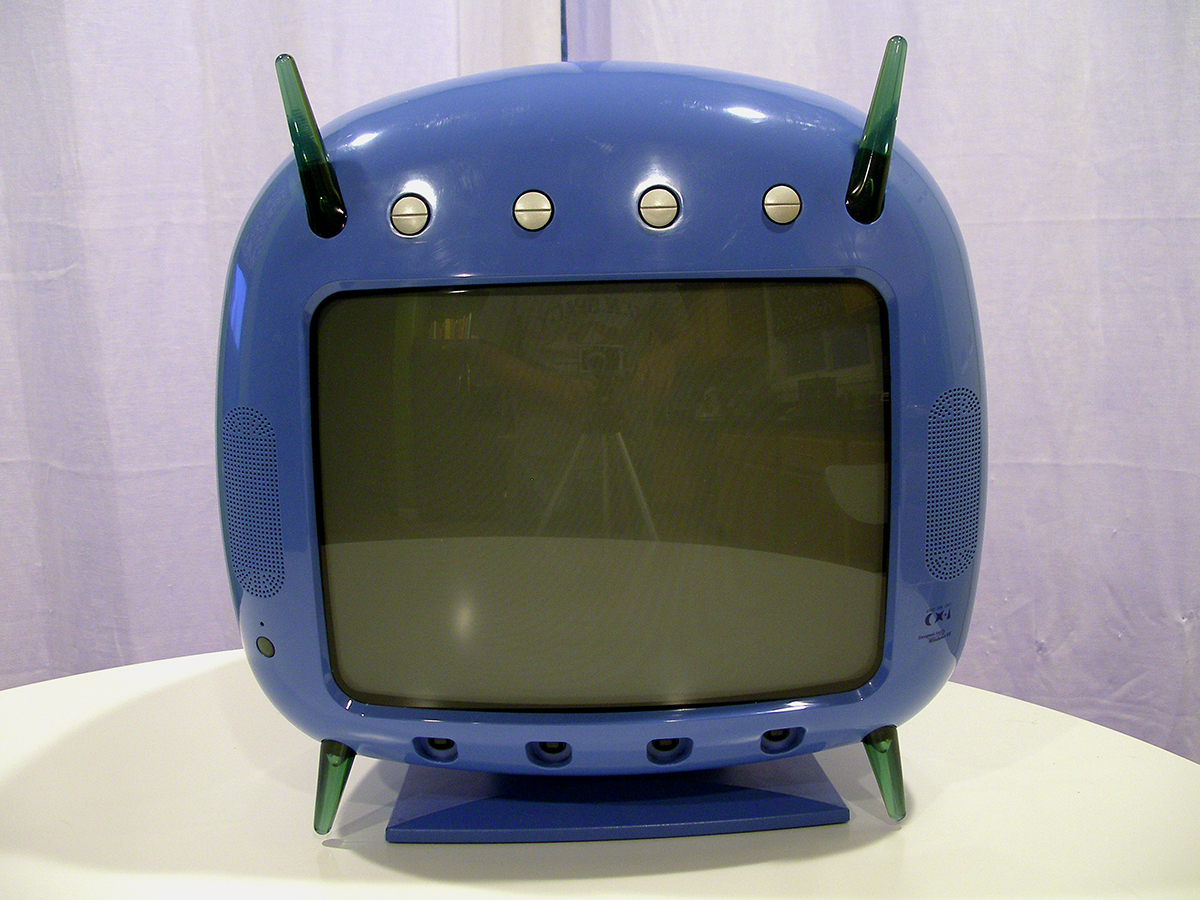
Divers 2000 

Dreamcast有多個衍生機型，世嘉並因應各種需求發行了一些特殊版本主機，這些機型多為日本地區限定。
世嘉製造了多種顏色的Dreamcast主機，多數透過ASCII旗下（現已改由角川書店發行）雜誌《Fami通》經營的通路銷售。
Dreamcast R7是特種營業場所（如柏青哥等）所使用的Dreamcast，多數是經過翻新的二手主機。由世嘉與富士電視台合作推出的Divers 2000則有著像世嘉吉祥物音速小子的外型，並內建電視和電話會議用軟體，售價88888日圓。豐田汽車也有與世嘉合作推出限量版主機，產量僅約160部。
此外，世嘉也分別與《人面魚》、《惡靈古堡 聖女密碼》、櫻花大戰系列、SEGA體育系列和Hello Kitty等遊戲及品牌合作推出特別版主機，有些版本並同捆遊戲。

### 配件

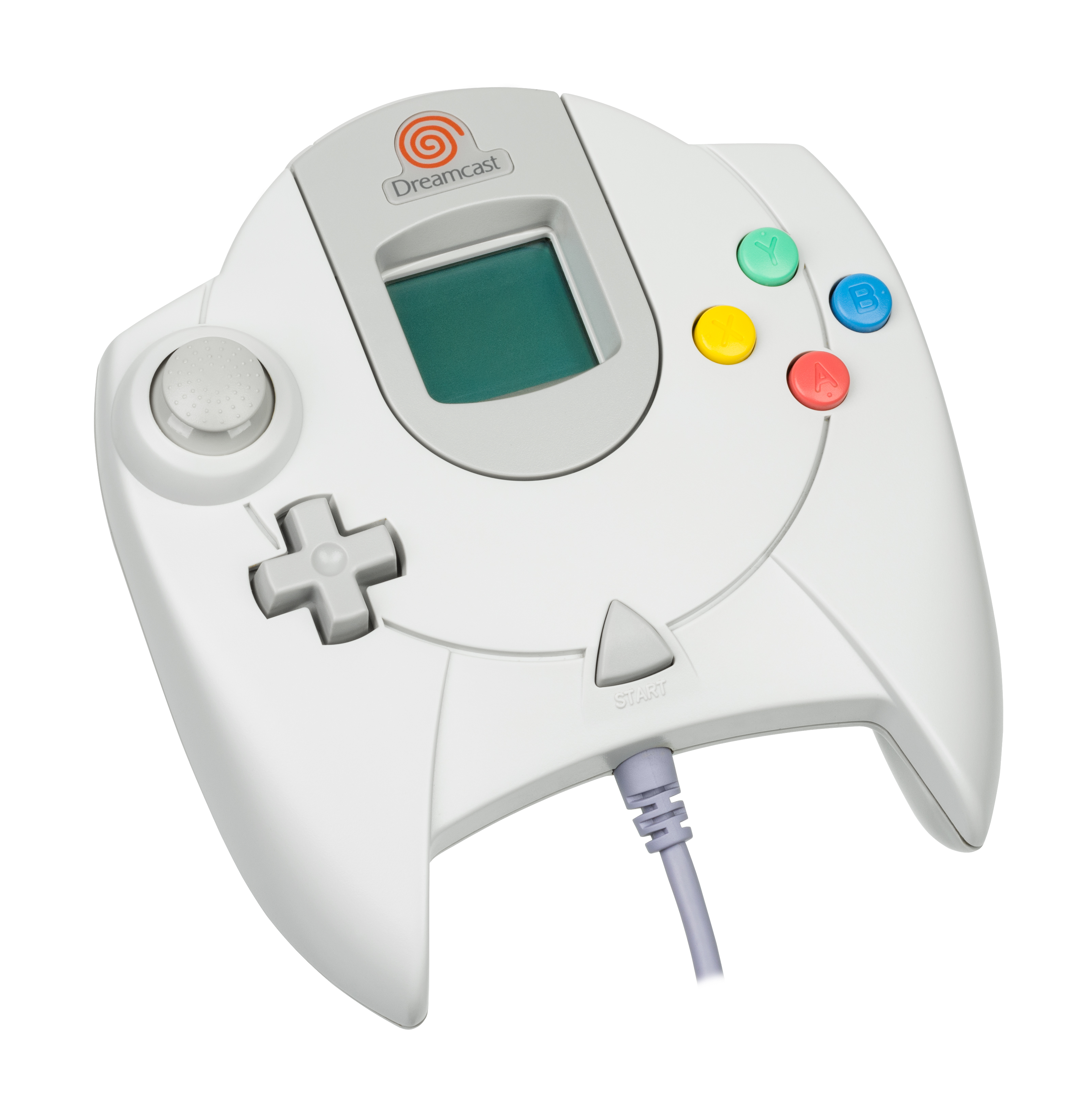
美版Dreamcast控制器 
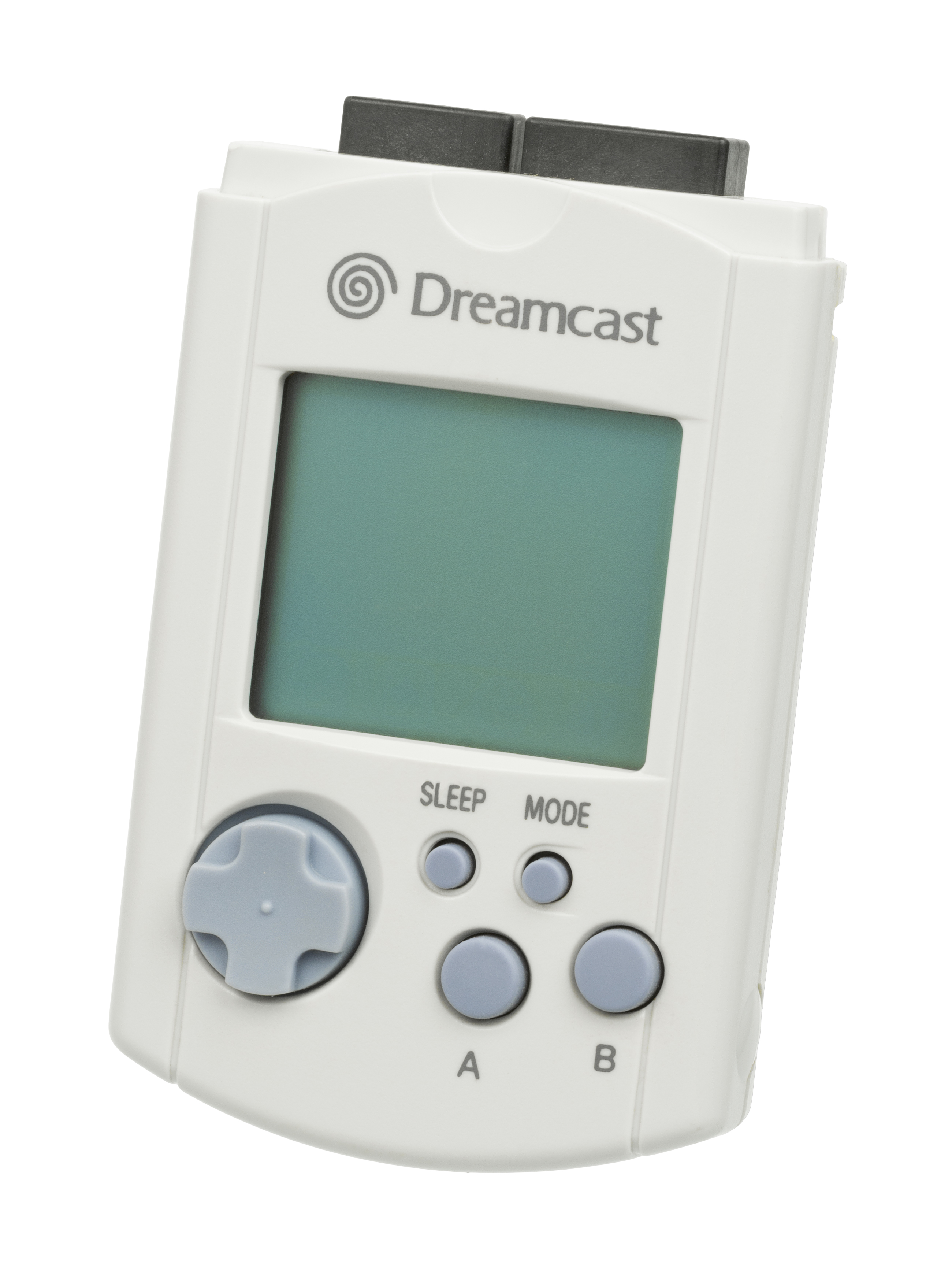
美版VMU 
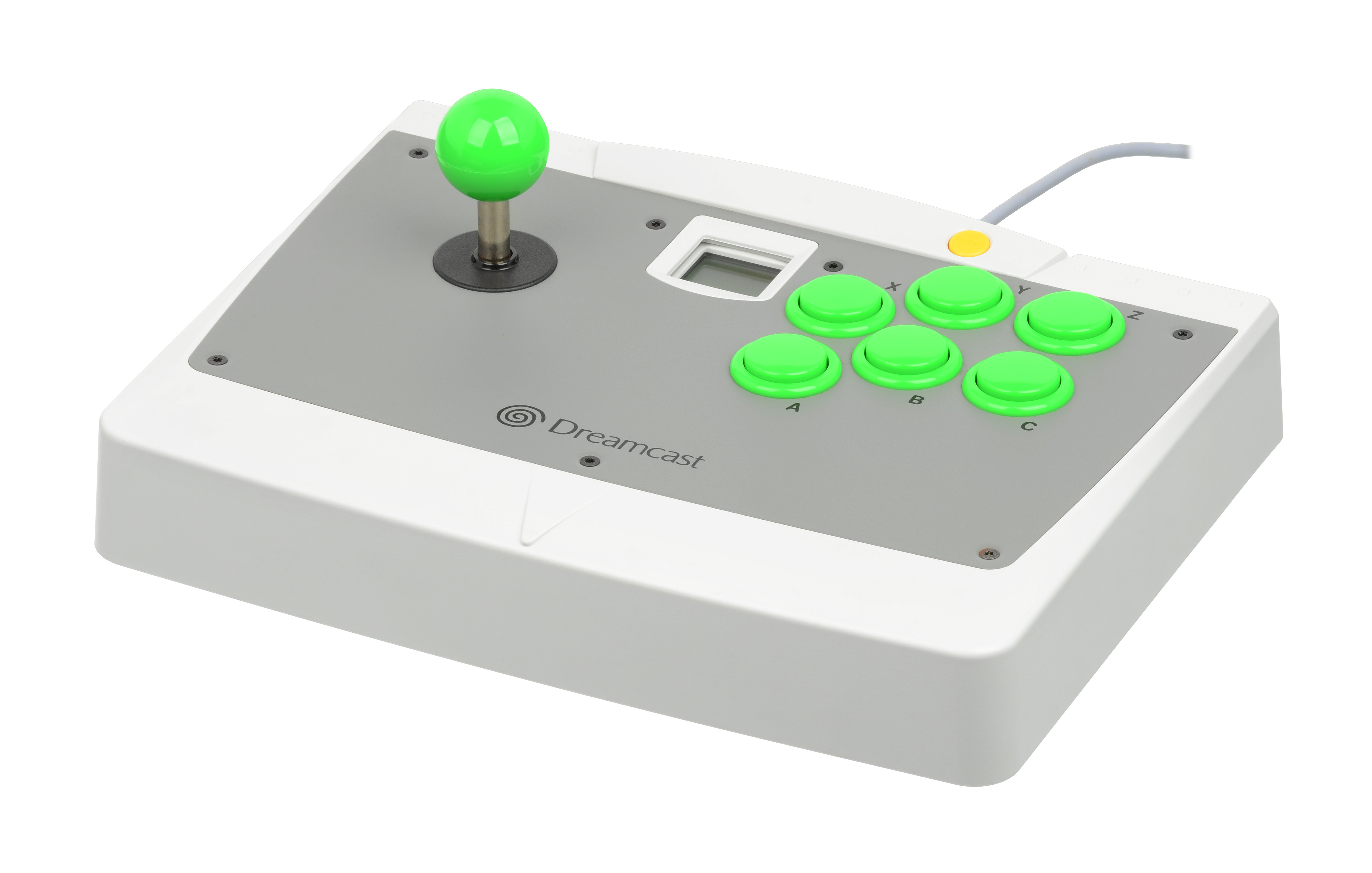
日版Dreamcast街機控制器 
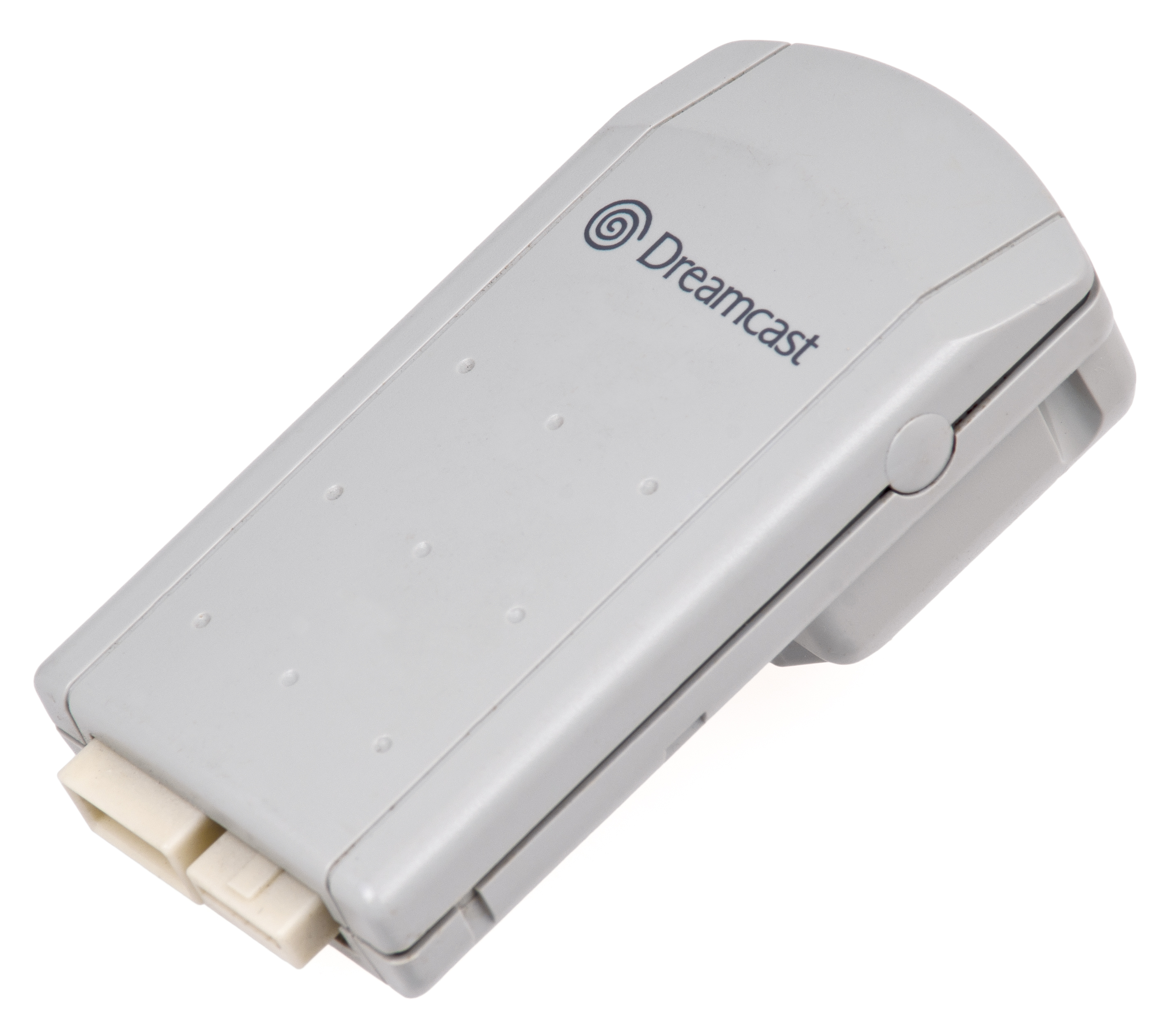
日版Dreamcast震動包 
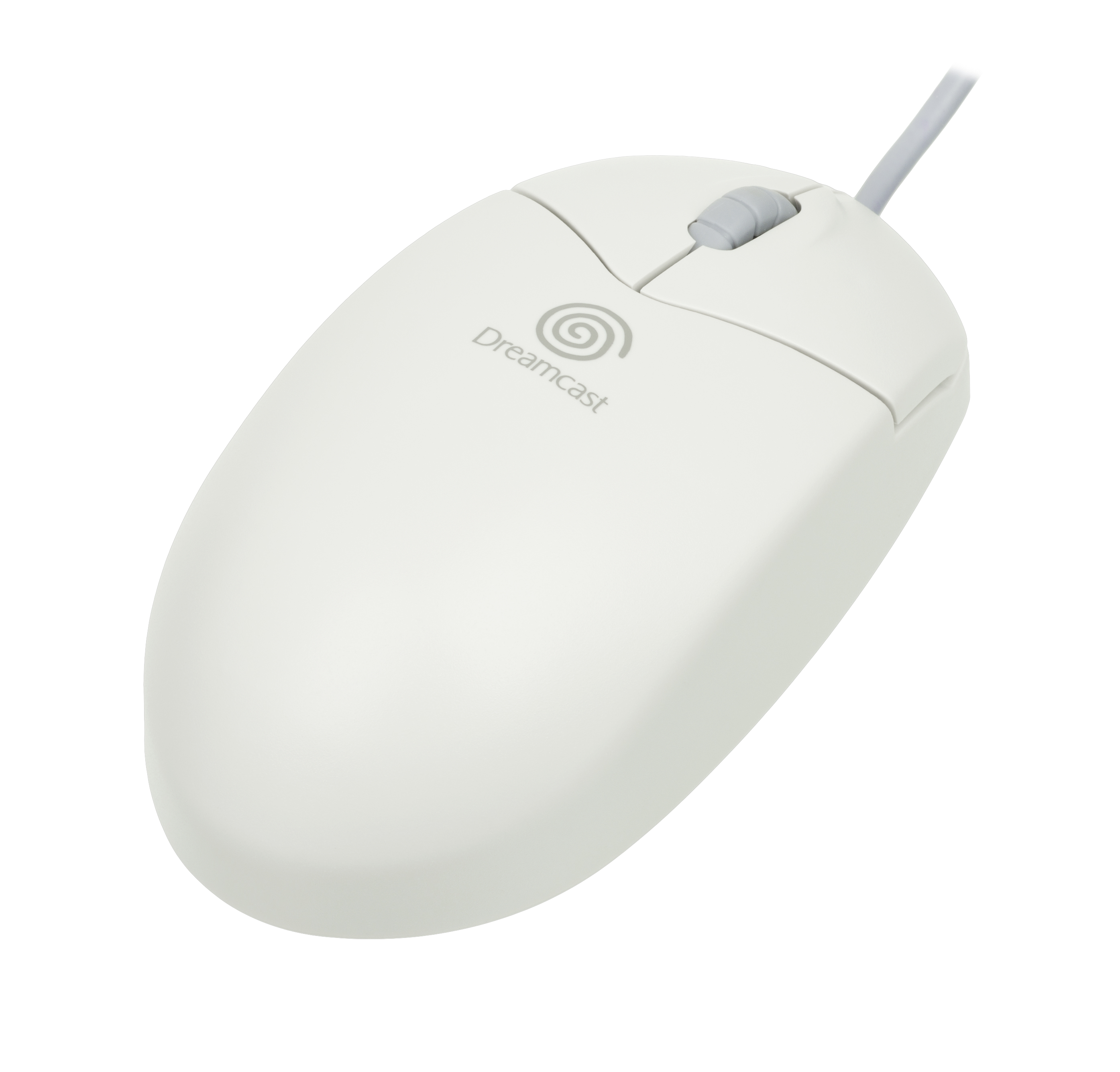
美版Dreamcast滑鼠 
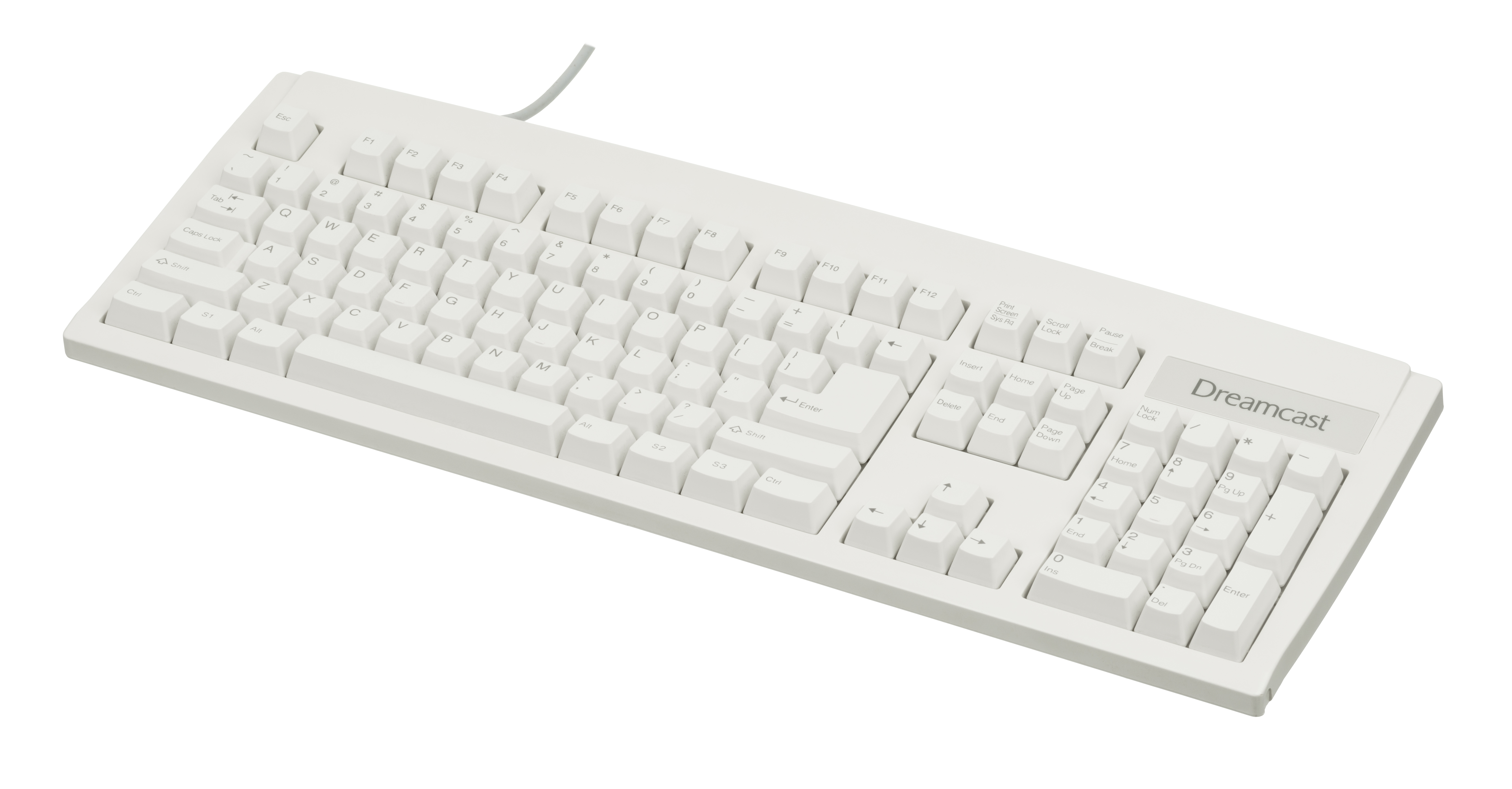
美版Dreamcast鍵盤 
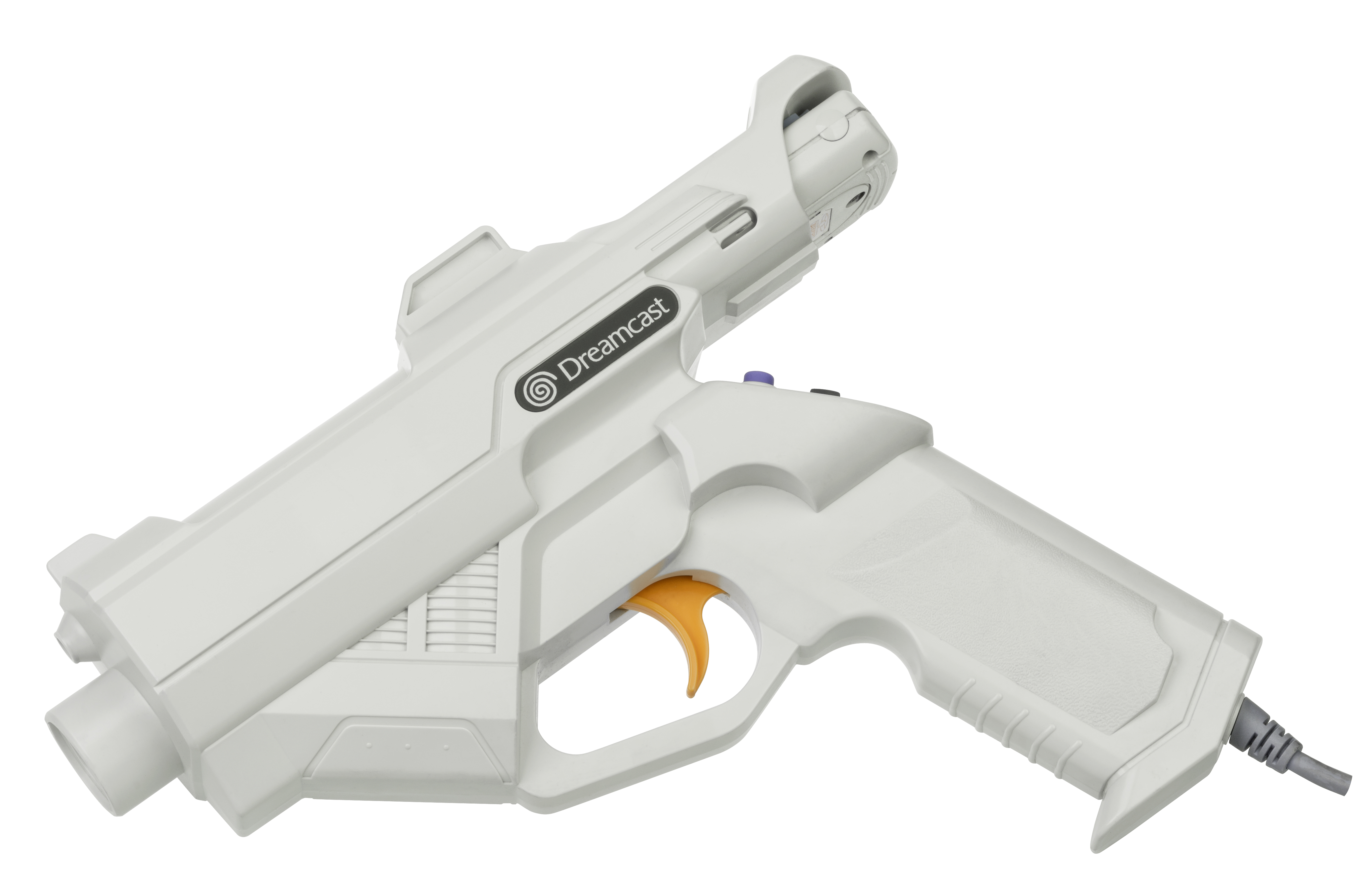
日版Dreamcast光線槍 
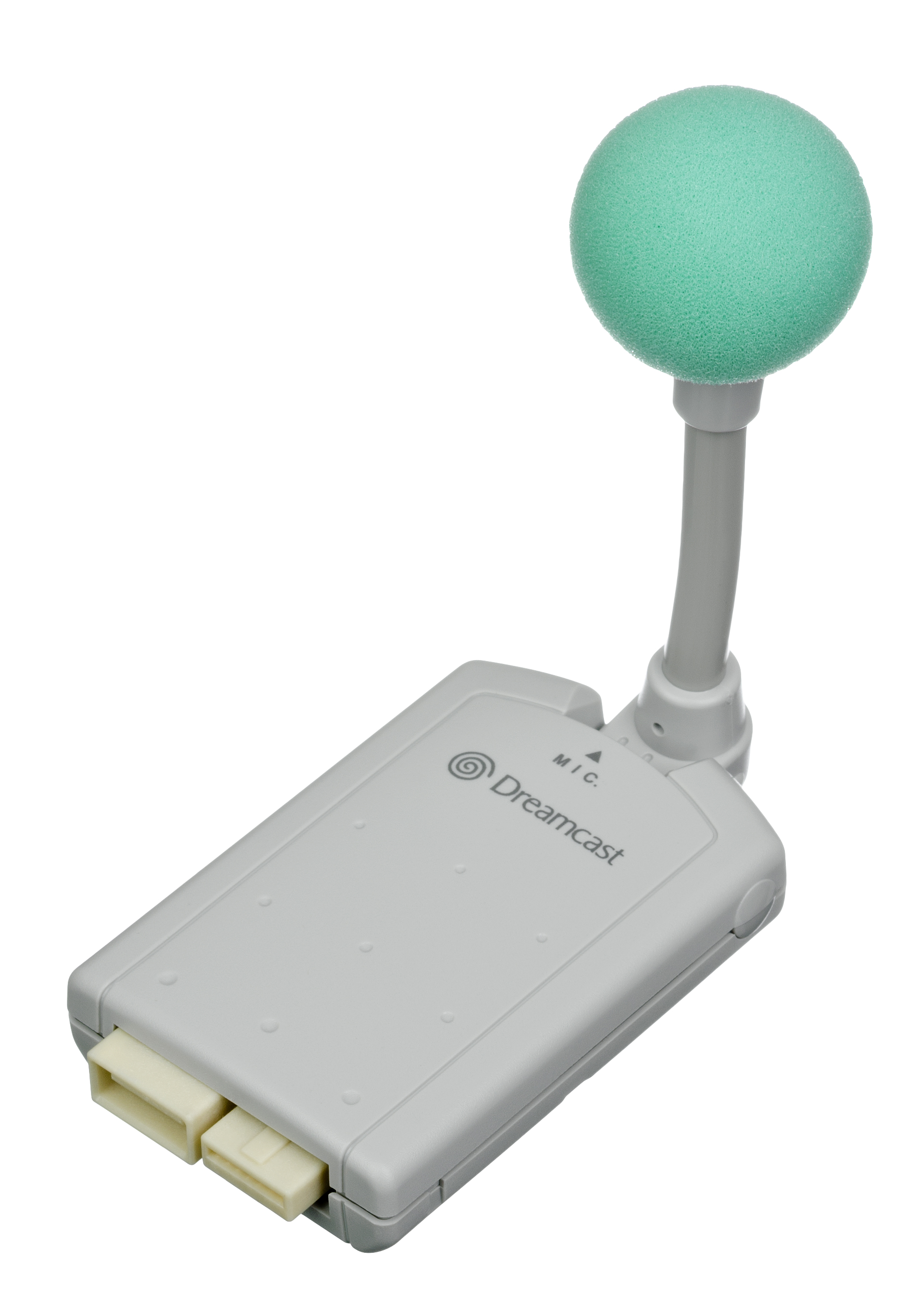
日版Dreamcast麥克風 

Dreamcast隨附的遊戲控制器包括A、B、X、Y四個基礎按鈕、兩個線性扳機、一組十字鍵、一個類比搖桿和一個小型顯示器槽。Dreamcast預設共支援四人遊玩，不過主機一般只同捆一支控制器。《Edge》的工作人員形容Dreamcast的遊戲控制器是「（SEGA）土星3D控制器的醜陋進化版」；1UP.com的山姆·甘迺迪（Sam Kennedy）表示控制器「並不是很好」；《Game Informer》的安迪·麥克納馬拉（Andy McNamara）則認為控制器「有夠差」；IGN在一篇報導中寫道：「與大多數遊戲控制器不同，世嘉（Dreamcast）的控制器強迫玩家的手長時間處於不舒服的位置。」與Mega-CD和世嘉土星（使用內部儲存空間）不同，Dreamcast以記憶卡「VMU」（日語：ビジュアルメモリ）為數據儲存媒介，容量約128 KB。VMU採用非揮發性記憶體（NVM），擁有一片小型液晶顯示器（LCD）螢幕（解析度為48×32）、一組十字鍵和四個基礎按鍵，並以脈衝寬度調變（PWM）的形式透過1個音訊頻道輸出音效。除了儲存數據以外，玩家還能連結VMU至一些世嘉的街機系統，也可以在VMU上進行一些基本的迷你遊戲，部分迷你遊戲中獲得的道具可以在Dreamcast遊戲中使用；在插入Dreamcast控制器的小型顯示器擴充槽後，VMU將作為第二螢幕使用，可顯示額外的遊戲資訊，並提供一些互動機能，例如在《NFL 2K》中籌畫策略，或是在《音速小子大冒險》中飼養電子寵物。在採用將VMU插槽併入控制器的設計之後，世嘉的工程師發現了許多其他擴充槽的用途，因此決定在控制器上添加第二個擴充槽。第二個擴充槽通常用來放置振動包，如世嘉官方推出的「噗嚕噗嚕Pack」（ぷるぷるぱっく）和Performance推出的等，不過也可以用於其他配件，如世嘉推出的麥克風「麥克風設備」（マイクデバイス）。某些第三方廠商也有推出儲存卡，部分並同樣附帶了LCD螢幕。艾美加（現LenovoEMC）曾與世嘉簽約，預計推出相容於Dreamcast的極碟，可使用特製的高容量磁片存儲高達100 MB的數據，不過最終從未正式發售。
因應需求，世嘉還推出了「街機控制器」（アーケードスティック）、「雙搖桿控制器」（ツインスティック）及「方向盤控制器」（レーシングコントローラ）等各種特殊控制器。世嘉甚至還推出了專門的釣竿式運動控制器「釣魚控制器」（つりコントローラ），儘管控制器主要是為《SEGA釣魚高手》等釣魚遊戲設計的，不過也可以在《劍魂》中以類似揮劍的方式使用，常被稱為Wii遙控器的前身。除世嘉以外，美加獅等第三方公司也推出各種包括額外按鈕和其他新增機能的Dreamcast控制器；有些第三方公司針對格鬥遊戲需求研製了街機式搖桿控制器，如Agetec的及Interact的等。美加獅和Agetec還推出了賽車遊戲用的方向盤控制器。另外，世嘉在日本有推出官方的光線槍「Dreamcast槍」（ドリームキャスト・ガン），不過並沒有在北美地區推出，取而代之的是各式第三方光線槍。
玩家可以透過傳輸線「Dreamcast對戰線」（ドリームキャスト・対戦ケーブル）讓Dreamcast主機間互相連接以進行對戰，此外Dreamcast也可以與SNK的掌上遊戲機Neo Geo Pocket Color連接，與後來任天堂的GBA傳輸線類似。透過傳輸線的連動，可以讓部分遊戲出現變化，例如加快賺錢速度，或是解開隱藏的遊戲角色等。世嘉還推出了數位相機Dreameye，能夠與主機連接，並透過網際網路進行影像電話及聊天，與後來索尼的EyeToy相似。針對乙太網路的興起，世嘉也為Dreamcast推出了轉接器「寬頻轉接器」（ブロードバンドアダプタ），支援10BASE-T雙絞線乙太網路標準；Dreamcast預設之數據機配件在纜線插槽旁的標示為，而此配件的則標示。世嘉還曾計畫讓Dreamcast能夠撥接電話，並與摩托羅拉合作研發開發具有網際網路功能的手機，預定將使用相關技術快速下載遊戲，不過皆因世嘉退出家用遊戲機市場而胎死腹中。此外，世嘉也有推出Dreamcast鍵盤（ドリームキャスト・キーボード，/）、Dreamcast滑鼠（ドリームキャスト・マウス）等配件。
Dreamcast預設使用AV端子輸出訊號，而世嘉和一些第三方廠商也提供射頻調製器和S-端子等不同的訊號輸出選擇，其中VGA轉接器使Dreamcast能輸出視訊圖形陣列（VGA）訊號，並在支援VGA的顯示器上顯示。

## 遊戲陣容

Dreamcast遊戲《世嘉嘉嘉》截圖，圖中本作主角瀨賀太郎正與另一款世嘉自家遊戲《歡樂森巴》的主角Amigo（アミーゴ）進行對戰

日版Dreamcast遊戲封面上常見的Dreamcast識別標誌

在Dreamcast發售前，世嘉推出了全新的街機主機板NAOMI，作為其既有街機主機板SEGA Model-3的繼任者。由於NAOMI擁有與Dreamcast相近的硬體規格，使得遊戲開發商可以接近完美的移植街機遊戲至Dreamcast平臺。許多日本的著名遊戲開發商後來都將其街機遊戲移植至Dreamcast，包括卡普空（移植了《漫威對卡普空2 英雄們的新世紀》和《燃燒吧！正義學園》等遊戲）、特庫摩（移植了《生死格鬥2》等遊戲）、Treasure（移植了《斑鳩》等遊戲）以及世嘉本身（移植了《F355 Challenge》和《瘋狂計程車》等遊戲）等。
2000年，世嘉進行了組織重組，將旗下各街機和電子遊戲機開發小組整合為9個獨立的工作室，由頂尖的遊戲設計師領導，分別為WOW Entertainment（由中川力也領導）、SEGA AM2（通稱，是世嘉最負盛名的街機遊戲開發部門，主導開發VR快打系列遊戲，由世嘉最著名的遊戲設計師之一鈴木裕領導）、Hitmaker（由《瘋狂計程車》製作人、後來的世嘉社長小口久雄領導）、Amusement Vision（由超級猴子球系列及後來的人中之龍系列製作人名越稔洋領導）、SEGA Rosso（由佐佐木健司領導）、Smilebit（由新井瞬領導，包含許多先前參與飛龍騎士系列製作及後來參與人中之龍系列遊戲製作的Team Andromeda成員）、Overworks（由大場規勝領導，包含許多參與櫻花大戰系列、忍系列和怒之鐵拳系列遊戲製作的開發者）、Sonic Team（主導開發世嘉招牌音速小子系列，由中裕司領導）和United Game Artists（簡稱，由《SEGA冠軍拉力賽車》製作人水口哲也領導）。世嘉在此時期鼓勵各工作室的遊戲設計師運用各式遊戲元素進行實驗，遊戲審批程序也相對寬鬆，使得Dreamcast上得以出現《Rez》（以捲軸射擊遊戲的形式模擬聯覺）、《死亡鬼屋打字版》（將《死亡鬼屋2》與盲打元素結合）、《人面魚》（飼養一隻有著人類面孔的魚），以及《世嘉嘉嘉》（透過各種方式阻止故事中的世嘉退出電子遊戲機市場）等較非主流、充滿創意的遊戲。世嘉同時也復活了一些久未推出新作的系列，如海豚歷險記系列等。
在由UGA開發的音樂遊戲《太空頻道5號》中，玩家操作一位名為舞菈菈（/）的女性外太空新聞播報員，透過跳舞的方式擊退外星人。儘管一開始預定受眾為女性非核心玩家，《太空頻道5號》最後成為了世嘉最受歡迎的遊戲之一，輿論多稱其融合了復古與令人振奮的音樂風格，並有著絢麗、色彩豐富的視覺表現，不過也有評論稱其「缺乏遊戲性」。《太空頻道5號》與前述同樣由UGA開發的《Rez》都沒有在銷售上取得佳績，《Rez》一開始甚至只在日本推出，其他地區的玩家只能等到Dreamcast退出市場後才有機會透過限量的PlayStation 2移植版本體驗到這款遊戲。Hitmaker移植了一些街機作品，其中開放世界競速遊戲《瘋狂計程車》以其容易上癮的遊戲性著稱、銷量達100萬份以上，並常與以簡單的控制技巧和測試玩家技術用的有趣迷你遊戲重新定義網球遊戲的《虛擬網球》共稱為Dreamcast上最優秀的遊戲之一。Smilebit開發的《Jet Set Radio》讓玩家扮演幫派的成員，以直排輪滑鞋穿梭於城市之中，利用塗鴉奪取其他幫派的地盤，同時躲避警察的追捕，是世嘉在Dreamcast時期鼓勵使用原創遊戲元素的典型範例。《Jet Set Radio》作曲人長沼英樹「虛幻、鏗鏘有力」的音樂結合了日本流行音樂和Boogie，加上自我情緒抒發和非暴力抵抗元素，普遍受到輿論讚譽；本作同時也使卡通渲染風格興起。儘管在諸多方面受到讚譽，《Jet Set Radio》仍被一些人批評遊戲性中庸，最後遊戲銷量也沒有達到世嘉的期望。由Overworks開發、小玉理惠子擔綱製作的傳統角色扮演遊戲《永恆的阿卡迪亞》則因受法國小說家朱爾·凡爾納啟發的超現實奇幻世界觀、迷人的主角群、強調武器的環境屬性、刺激的飛艇戰鬥，以及令人印象深刻的劇情而廣受好評。
AM2為Dreamcast開發了動作冒險遊戲《莎木 一章 橫須賀》（通稱《莎木》），世嘉冀望其能成為Dreamcast的殺手級遊戲。故事劇情主要描述圍繞在主角芭月涼的為父報仇之路，而本作的主打賣點即為故事主要發生地點橫須賀市，其舞臺的寬廣和細膩程度都是前所未見的。《莎木》引入了實時日夜循環、天氣變化、擁有各自行動模式的非玩家角色（NPC）、大量可互動物件，以及大幅進化的快速反應事件系統等諸多劃時代的遊戲元素，也導致本作的製作經費極為高昂，鈴木裕稱世嘉投入多達50億日圓的資金開發。原先莎木系列預定將有11個章節，但最後縮減到僅三部曲之譜，至Dreamcast停產前並只有一款續作《莎木II》推出。輿論對《莎木》的評價兩極，正面評價主要集中在其諸多創新、優秀的視覺表現和音樂上，不過同時也有批評其開放世界侷限、等待NPC在固定時間行動時產生無趣感、過多的遊戲過場，以及遊戲缺乏挑戰的意見。據彼得·摩爾表示，《莎木》的銷量「非常好」，不過因為Dreamcast主機基數過小而無法獲益。IGN的特拉維斯·法赫斯（Travis Fahs）並說道：「Dreamcast時期對AM2來說並不像以前好過。」認為AM2的《F355 Challenge》原作儘管評價不錯，但「在家裡遊玩沒有什麼好處」，同時稱由元氣移植的《VR快打3》較街機版本遜色，「同時已經推出有一段時間，也不如前幾作熱門」。VR快打系列在Dreamcast停產之後轉往PlayStation 2東山再起，續作《VR快打4》受到各界普遍的讚譽。
世嘉招牌音速小子系列第一款真正的3D平台遊戲、由Sonic Team開發的《音速小子大冒險》被認為是「Dreamcast首發的關鍵要素」。雖然遊戲有一些漏洞、在相機鏡頭角度控制上也為人詬病，不過遊戲飽滿的視覺表現、寬闊多變化的環境、豐富的支線選擇，以及標誌性的遊戲環節（例如遊戲中索尼克自摩天大樓外牆奔馳而下的一幕）等，皆讓本作獲譽為音速小子系列創新的巔峰所在。不過本作並沒有像《超級瑪利歐64》那樣吸引住玩家，可能是由於遊戲性缺乏深度的緣故；續作《音速小子大冒險2》則較原作各方面都進步許多。儘管如此，《音速小子大冒險》最終銷量仍達到約250萬份，成為Dreamcast平臺上最暢銷的遊戲。Sonic Team也開發了Dreamcast第一款線上遊戲《咻咻火箭》，其扎實的拼圖遊戲要素以及火熱的線上對戰體驗獲得普遍的正面評價；還有音樂遊戲《歡樂森巴》，以其耗資不斐的沙錘配件與充滿色彩的美術風格受到矚目，並在銷售上取得佳績，不過也有些許負面評價。Sonic Team在Dreamcast上發行的作品中影響最大的或許是《夢幻之星網路版》，是史上第一款家用遊戲機線上角色扮演遊戲。應大川功的要求而開發，本作受到個人電腦平臺上知名動作角色扮演遊戲《暗黑破壞神》的深度影響，並因應主機的特性對介面及操作進行了精簡和重新調整。
在運動遊戲方面，由Visual Concepts開發的美式足球遊戲NFL 2K系列和籃球遊戲NBA 2K系列皆廣受好評。NFL 2K系列首作《NFL 2K》以其高品質的視覺表現以及「見地、背景友好，甚至可以算是有趣的」賽事評述等要素被稱為一款相當優秀的首發遊戲，續作《NFL 2K1》則較競爭對手、美商藝電的勁爆美式足球系列更早引入革命性的線上多人遊戲機能。世嘉後來持續在NFL 2K系列中引入創新，而兩系列的競爭一直持續到2005年美商藝電跟國家美式足球聯盟（NFL）簽訂獨家合約，壟斷美式足球電子遊戲市場為止。NFL 2K系列的最後一作為《ESPN NFL 2K5》。NBA 2K系列則隨著世嘉於2005年將Visual Concepts賣給Take-Two Interactive而轉手，並持續發展至今。在Dreamcast的生命週期內，Visual Concepts還與《音速小子》的關卡設計師安原廣和合作推出動作冒險遊戲《弗羅剛兄弟》，並開發了取得商業成功的動作遊戲《印地小子》。
為了拓展歐洲市場，世嘉吸收了法國電子遊戲開發商No Cliché為子公司，並推出了《玩具指揮官》等遊戲。歐洲世嘉也與英國電子遊戲開發商Bizarre Creations進行接洽，讓後者為Dreamcast開發了完整呈現倫敦、東京及舊金山景觀的競速遊戲《大都會街頭賽車》，擁有多達262條賽道，並有時區以及廣播電臺等設定。遊戲在歐洲取得了重大成功。
儘管Acclaim、SNK、育碧、Midway、英寶格以及卡普空等第三方廠商在主機推出首年內皆有為平臺推出遊戲，然而由於前代主機世嘉土星的失敗，以及作品的發行利潤相較PlayStaion平臺略為遜色，使Dreamcast平臺上第三方遊戲支援並不能算是充足。南夢宮的《劍魂》最初會發行於Dreamcast平臺上的原因是因為當時該作所屬的魂之系列還沒有多少知名度，而較為知名的鐵拳系列則長年與PlayStation合作；不過最後《劍魂》取得了驚人的成功及銷售成績，並獲譽為Dreamcast上最優質的遊戲之一。卡普空在Dreamcast上推出了一些格鬥遊戲（包括《快打旋風III》及《力石戰士》等），並推出了短暫獨佔的惡靈古堡系列遊戲《惡靈古堡 聖女密碼》。Dreamcast平臺上還有一些不錯的清版射擊遊戲，例如Treasure開發的《爆裂無敵》和前述的《斑鳩》等。

## 評價與影響

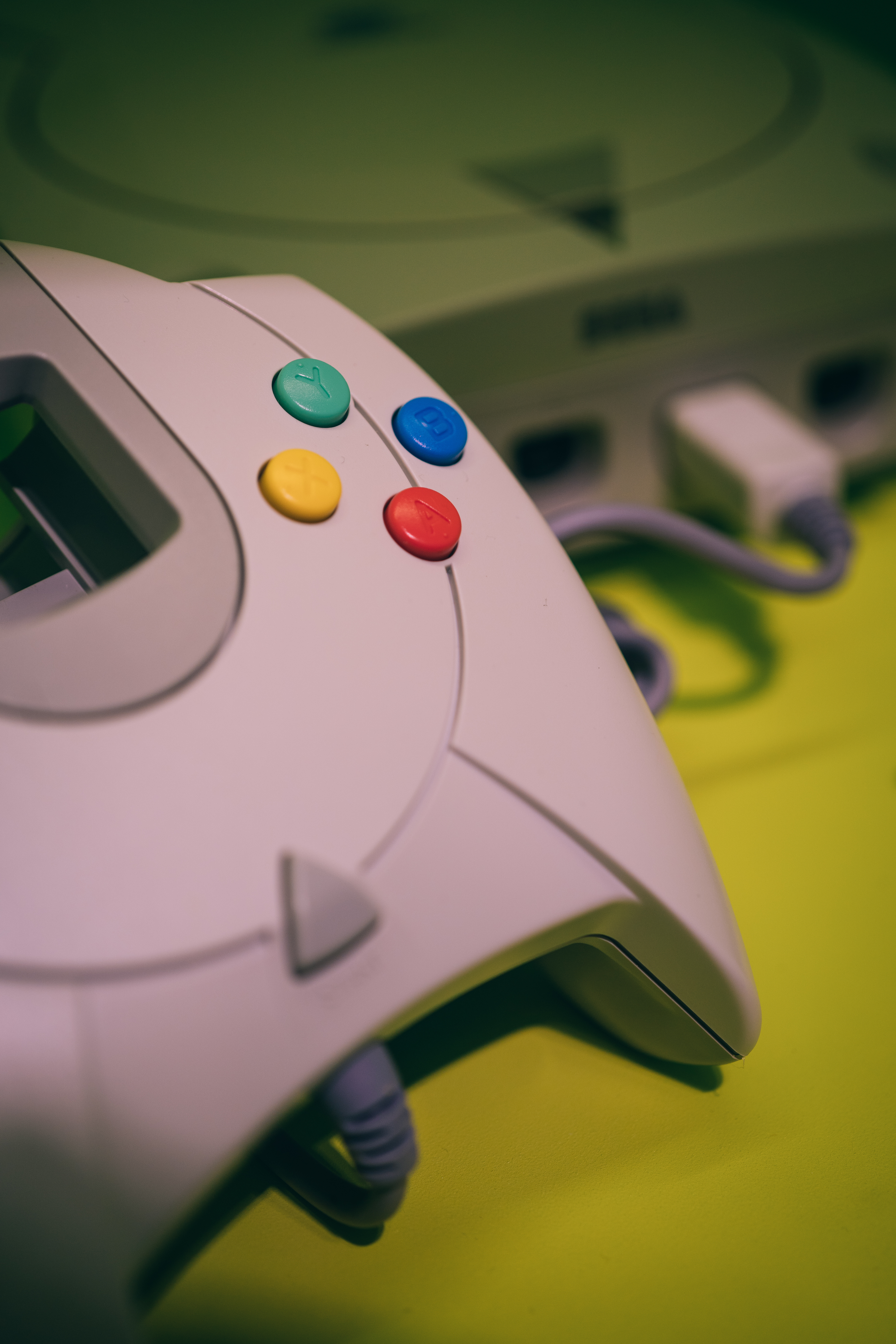
一部收藏於德國柏林電腦遊戲博物館的Dreamcast

1999年12月，《Next Generation》給Dreamcast打出了四顆星（滿分五顆星）的評價，並表示：「如果你想要一部強大的主機，有最好的畫質以及合理的售價，那麼Dreamcast是你理想的選擇。」不過《Next Generation》在同一篇報導中對Dreamcast的展望評估僅給予了三顆星的成績，認為在索尼的PlayStation 2跟任天堂的GameCube即將推出的情況下，未來並不太樂觀。《電子遊戲月刊》的五位評論者於2000年初的消費者購買指南中分別給出8.5、8.5、8.5、8及9分（滿分10分）的分數，在2001年的消費者購買指南中則分別給出9、9、9、9及9.5分的分數。《商業周刊》（現《彭博商業周刊》）則將Dreamcast評為1999年度最佳產品之一。
早在2000年就有傳聞稱，在曾經參與數款Dreamcast軟體製作的微軟於1999年正如火如荼研發自家的首部電子遊戲機Xbox時，世嘉會長大川功曾至美國微軟總部與時任微軟執行長及董事長比爾·蓋茲會談，企圖為「世嘉提供遊戲軟體資產，而微軟則讓Xbox能與Dreamcast相容」一事達成協議，不過因為Xbox當時並不像Dreamcast一樣預定加入內建網路機能，最後談判破裂收場。微軟一直沒有對傳聞發表意見，直到2010年12月，時任日本微軟社長的古川享透過推特推文證實確有此事為止。2013年2月，一位前美國微軟高階主管在接受採訪時更表示公司當年在進軍消費者電子遊戲市場時曾考慮直接收購世嘉。
輿論對Dreamcast之整體遊戲陣容多抱持正面評價。2000年1月，《電子遊戲月刊》讚譽了Dreamcast的遊戲陣容：「有著《劍魂》、《NFL 2K》以及蓄勢待發等的《瘋狂計程車》等3A級大作，我們認為你會很高興能搭上這股128位元熱潮。」《PC雜誌》的杰弗里·L·威爾遜（Jeffrey L. Wilson）在一則回顧報導中稱Dreamcast的遊戲陣容為「殺手級」，並強調了世嘉在此時期趨於巔峰的創造力與視覺創新。《Edge》的工作人員在對Dreamcast原創遊戲以及世嘉街機移植作品的看法上與威爾遜大致相同，並稱主機「擁有正好可以恰當地形容為『完美街機』（""）的首發遊戲」；《GamePro》的布萊克·史諾爾（Blake Snow）認為Deamcast的遊戲陣容多數「非常著名」；《Retro Gamer》評論者達米安·麥克費蘭（Damien McFerran）讚譽了Dreamcast平臺上的NAOMI街機移植作品，表示：「在玩《瘋狂計程車》街機版本時，知道Dreamcast上將有『絲毫不馬虎』（""）的完美移植（而不是那種半吊子移植作品）而感到興奮的經驗，（在Dreamcast停產後）很難再有了。」尼克·蒙特福特和米亞·孔薩爾沃在加拿大電子遊戲研究協會（The Canadian Game Studies Association）刊物《Loading》中寫道：「Dreamcast上有許多超越普通奇怪和異常等級的遊戲作品，在討論關於這些作品算不算前衛的時候其實挺有趣的。很難想像一部商業性電子遊戲機上的遊戲作品對商業觀點表達強烈的不滿，尤其這些遊戲的製作過程本身也是商業性的；不過Dreamcast遊戲是否較其他主機上的遊戲更拒絕被商業化這件事仍值得我們去探討。」1UP.com的傑里米·佩瑞許（Jeremy Parish）對一些Dreamcast上的遊戲，包括「世嘉開發過最多樣化、最有創意、最有趣的那些遊戲」，與其轉型為第三方遊戲開發商之後推出的遊戲進行了令人玩味的比較。IGN的特拉維斯·法赫斯說：「Dreamcast轉瞬即逝，然而主機上充滿了難忘的遊戲作品，多數都是全新的原創IP。」作家史蒂文·L·肯特表示，「從《音速小子大冒險2》到《莎木》到《太空頻道5號》再到《人面魚》，Dreamcast給你、給你、一直給你好遊戲。」
Dreamcast的失敗有著諸多緣由，包括索尼對其次世代主機PlayStation 2炒作宣傳導致世嘉客源流失、Dreamcast主機遊戲陣容缺少重要第三方遊戲商（如史克威爾和美商藝電等）的支援、公司高層決策失誤、世嘉本身缺乏宣傳資金、電子遊戲界尚未做好迎接網路遊戲世代的準備、世嘉過度關注核心遊戲玩家而忽略了主流消費者，以及主機推出時間不佳等；最關鍵的因素是世嘉的企業聲譽已經被之前諸多生命週期短暫的世嘉電子遊戲機傷害過深。《GamePro》的史諾爾表示：「儘管Dreamcast本身的技術領先世代數年，但還是被（世嘉）土星、SEGA 32X（即Super 32X）和SEGA CD（即Mega-CD）的負面聲譽所拖累，導致開發商及玩家無法再信任世嘉。」Eurogamer的（Dan Whitehead）則認為世嘉被迫退出市場的原因包括玩家的「先等等看再說」消費模式和缺乏EA的支持等等，並表示「世嘉在上世紀90年代的錯誤決策，使得玩家和開發商對任何新主機的推出都持保留態度。」1UP.com的佩瑞許表示：「儘管我們可以將問題全部推到索尼身上，畢竟他們賣了一堆PlayStation 2把Dreamcast擊垮了⋯⋯不過事實上，這並不是完全正確的。世嘉本身對SEGA CD、32X和（世嘉）土星等電子遊戲機硬體的支援就已令玩家不滿，因為許多玩家在購買昂貴的世嘉主機後卻發現沒什麼遊戲可以玩，對他們來說就像把錢丟到無底坑裡一般。」
2009年，IGN將Dreamcast評為「史上最偉大的電子遊戲機」第八名，並讚譽了主機在硬體上的創新與遊戲陣容。據IGN表示，「Dreamcast是第一部擁有內建數據機的電子遊戲機，儘管線上體驗不如後來的其他主機，但是透過Dreamcast，玩家第一次可以毫無困難的打開電源，然後直接開始與他人在線上遊玩。」2010年，《PC雜誌》的威爾遜稱Dreamcast為最偉大的電子遊戲機，並認為Dreamcast「離開的太快」；2013年，《Edge》將Dreamcast評為過去20年最佳電子遊戲機中的第10名，在評論中集中描述了Dreamcast對家用遊戲機領域帶來的創新，包括遊戲內語音聊天、可下載內容以及透過VMU引入的第二螢幕機能。對於Dreamcast銷量之慘澹，《Edge》則表示：「世嘉的遊戲機是劃時代的，然而正因如此，她在商業上失敗了。不過今日我們仍可以感受到那些她所帶來的影響。」在書籍《有生之年非玩不可的1001款遊戲》中，鄧肯·哈里斯（Duncan Harris）如此寫道：「老玩家們為Dreamcast的失敗婉惜的其中一個理由是她象徵著街機遊戲文化的衰頹⋯⋯世嘉的主機曾給了他們一個希望，一個事情將不會變得更糟的希望，一個擁有快速有趣的遊戲性和優美的視覺表現的遊戲將不會被埋沒在那些寫實戰爭遊戲的棕綠色沼澤當中的希望。」佩瑞許在另一則為USgamer（Eurogamer支部）撰寫的報導中，將Dreamcast多樣化的遊戲陣容與接下來十年「瀰漫著令人窒息的保守主義意識」的電子遊戲產業做了對比。Eurogamer的（Dan Whitehead）將Dreamcast比喻為「小、方、白色塑膠製的JFK」，認為Dreamcast相對短暫的生命週期可能間接的造就了其作為最佳電子遊戲機之一的地位：「沒有什麼比壯烈的謝幕更容易激起後人的推崇了。」IGN的法赫斯如此說道：「許多硬體製造商來了，又走了，但沒有一家公司能像世嘉一樣走的如此有格調。」